# 軍師官兵衛
『軍師官兵衛』（ぐんしかんべえ）は、2014年1月5日から12月21日まで放送されたNHK大河ドラマ第53作。主演は岡田准一（V6）。

## 企画・制作
2012年10月10日に制作発表が行われ、主役に岡田、脚本には前川洋一が起用されることが発表された。
撮影は2013年8月20日の茨城ロケよりクランクインし、同27日にはNHKのスタジオでの撮影が開始され、キャスト陣が同席した取材会が行われた。キャスティングには1996年に『秀吉』で豊臣秀吉を演じた竹中直人が再び同役で出演して話題となった。
放送開始直後からナレーションを担当する藤村志保の語り口が「聞き取りにくい」「滑舌が悪い」等の批判があり、NHK側も改善する意向を表明していた。そんな中、2014年1月29日、藤村が同年1月3日に背骨を圧迫骨折したことで収録の継続が困難になり、収録済みの第六回で番組を降板することと、後任を元NHKアナウンサーの広瀬修子が担当することが発表された。ナレーターの途中交代は大河ドラマ史上初めてのことである。
本作では官兵衛に関わる重要な情勢として織田信長と本願寺との石山合戦も描かれているが、3月2日の第9回「官兵衛試される」で、本願寺11世顕如が本願寺で織田信長との決戦を迫られる場面で、セットの仏像に浄土真宗の本尊・阿弥陀如来立像でなく、誤って釈迦如来坐像が使われた。放送後、「本尊と違う仏像が用いられている」との指摘が視聴者から複数寄せられた。NHKは取り違いを確認し、公式ホームページで「今後、同様の場面では、正しい仏像を用意して放送する」とした。
全50回の平均視聴率は関東地区で15.8%。関東地区での視聴率は3年ぶりに15%を越える記録となったが、大河史上ではワースト5の数字（当時）であり、報じるメディアによっても「健闘」「伸び悩んだ」など評価が分かれた。

## あらすじ

### 播磨国姫路・山崎編
戦国時代後期、播磨国の小名小寺家に仕える一人の青年がいた。名を黒田官兵衛、後に天下人の軍師として名を馳せることになる男である。
織田と毛利の両大国に挟まれる形となった播磨で生き残る道を模索する官兵衛は織田に従属することを進言し、旧友の荒木村重を頼り織田信長と面会し従属の意を伝える。後の天下人である羽柴秀吉と彼の軍師竹中半兵衛と出会い、親交を深めていく。織田と毛利の争いが始まると、村重および主君小寺の裏切りにより官兵衛は村重の居城有岡城で一年におよぶ幽閉生活を余儀なくされる。一年後に生きて救出された官兵衛だったが、五体は満足に動くことができなくなるという代償を背負うことになる。
小寺の滅亡により織田家臣として迎えられた官兵衛は幽閉生活中に亡くなった半兵衛の後を継ぎ、秀吉の軍師として毛利との戦いを進めていく。そして1582年6月1日、明智光秀の謀反により官兵衛と秀吉の運命が大きく動き出す。

### 豊前国中津編
信長の後継者として名を馳せることとなった秀吉だったが、官兵衛は石田三成の妨害もあり次第に距離を置かれるようになっていた。1586年、羽柴軍は九州を平定。関白と豊臣姓を与えられた秀吉の命により黒田家は住み慣れた播磨を離れ、九州は豊前国中津に国替えとなる。約束を反故にされた地元領主の宇都宮家との軋轢により国替えは順風満帆には行かず、宇都宮家を滅ぼすという悲劇的選択を取らざるを得なくなる。
1590年、小田原征伐によって豊臣家による天下統一が実現する。秀吉は第二の正室となった茶々を溺愛し、筆頭茶頭であった千利休に切腹を命じるなど次第にかつての面影は見られなくなっていた。嫡子鶴松の死をきっかけに秀吉は明への進軍を号令、その足がかりとして朝鮮へ進軍することとなる。その中で官兵衛は三成の謀略により切腹の危機を迎えるが、出家し黒田如水と名を改めることで回避する。
1598年、秀吉が死去したことで雌伏の時を終えた関東八州の大大名、徳川家康が台頭する。全国の大名が家康と三成のどちらかに付く中で、官兵衛は人生最大にして最後の大勝負に出る。

## 登場人物

### 黒田家
当時の黒田家は赤松庶流の小寺姓を姫路城代として名乗っていた。官兵衛、職隆、休夢、兵庫助の役名は黒田家が小寺家と袂を分かつ第25回まで「黒田（小寺）+名前」で表記されていた。

#### 黒田家一門
黒田官兵衛（くろだ かんべえ）
（万吉 → 黒田官兵衛 → 黒田如水）
演：岡田准一（幼少期：若山耀人）
播磨姫路城主・黒田氏の嫡男。豊臣政権においては豊前国中津を治めていた大名。幼名は万吉（まんきち）、元服後の諱は孝高（よしたか）、出家後は如水円清（じょすいえんせい）を名乗る。霊名はシメオン。以前は父と同様、小寺姓も称していた。
幼少期は剣の修練や勉学に身が入らず、加えて何かに夢中になると厠へ行くことも忘れてしまい小便を漏らす悪癖の持ち主であったが、龍野の一件で改心してからは剣の修練を真剣に行い、勉学にも力を入れとりわけ兵法書を読破する知恵者となった。元服後は政職の近習となり、光と祝言を挙げてからは黒田家の家督と姫路城城主並びに小寺家家老の座を受け継いだ。その少し後に、かつて堺への旅で出会った荒木村重と再会を果たし、親交を深めてゆく。播磨が織田と毛利の両陣営に挟まれつつある中で小寺が生き残る道は織田に従属することを説き、小寺を織田に従属させることに成功する。半兵衛とは当初いがみ合う関係であったものの、尊敬する人物として昇華された。
毛利に寝返った政職から同じく毛利に寝返った村重を説得すれば織田に戻ると約束を取り付けるも、説得に向かった有岡城で村重に捕縛され、牢に幽閉される。それから1年後、有岡城落城の際に善助らによって助け出され、のちに有馬温泉で療養するも痛めた足だけは完治しなかった。幽閉生活を経て冷徹な言動を見せ始め、狡猾かつ老獪な采配を振るようになる。後に政職が逃亡したことで小寺家は大名家として事実上の滅亡となり、黒田家は正式に織田家臣として迎えられ大名の仲間入りを果たす。
備中高松水攻めの最中に本能寺の変が起きたことを知ると、覇気を失いかけた秀吉に御運が開けたと信長の後継者となるよう煽る。毛利との電撃和睦からの中国大返しからの山崎の戦いへの絵図を描き、信長の仇を取らせた後、賤ヶ岳の戦いにおいて秀吉の勝利に貢献する。小牧・長久手の戦い以降は三成の讒言もあり秀吉から次第に敬遠されるようになる。九州攻めの後、関白となった秀吉に播磨山崎から豊前国中津に移封される。
家康と対面を果たした際、秀吉が自身に対して恐れを抱いている事を聞き、黒田の家を守るため長政に家督を譲る事を決意し隠居を願うも家督相続のみ許される。文禄の役において三成の謀略にはまり、その結果秀吉の怒りを買い蟄居を命じられ、切腹の危機を出家と茶々および小早川らの嘆願書により事なきを得る。秀吉の死後、天下が再び荒れることを予測する。徳川と石田のどちらにも付かず、九州の地より自らの手で天下を掴む人生最大の大勝負に出る。
手始めに九州で勢力を伸ばしていくが、九州全土を制圧する前に天下分け目の関ヶ原の合戦が決着したことで、その野望は潰える。その後は「二度と戦のない世を作る」と語る家康に自身の敗北を認め、また東軍の勝利に貢献し黒田家を躍進させた長政を「わしを越えた」と述べ、慶長9年（1604年）にその生涯を閉じた。
光（てる）
（光 → 照福院）
演：中谷美紀
官兵衛の正室。櫛橋左京亮の次女。
官兵衛とは小寺に忠誠を立てるための政略結婚であり、元々は姉の力が嫁ぐはずであったが激しく拒んでいたため、初対面の時から官兵衛を憎からず思っていた光自らが名乗り出て嫁ぐこととなった。才色兼備で良妻賢母な女性であり、官兵衛の言動に意見することはあまりない。ただし官兵衛が病弱な斎の代わりに松寿丸を信長への人質にすると言った際だけは、直前に文四郎から信長への人質だった久秀の息子二人が処刑された件を聞いていたことや、優柔不断な政織に黒田家が振り回されてきた経緯もあって猛烈に反対しており、後に松寿丸自身に説得されている。
また、戦で官兵衛が不在の際には官兵衛の代わりに城主として領民を護ろうとする気丈な一面もある。女性ながら薙刀の名手で剣の腕前で松寿丸に勝っていた又兵衛が稽古でわざと手を抜いて負けたのを見抜いて咎めた際、「弱い者と稽古しても強くなれませぬ」と反論した又兵衛を薙刀で打ち倒してから「女だから弱い、体が小さいから弱いと相手を甘く見て手加減をするのは愚かなこと。手加減や手抜きをしたところで強くはなれません」と松寿丸や又兵衛に説いた。
備中高松城攻略戦より前に第二子の熊之助を産んでいる。慶長の役にて熊之助が遭難したことを受け入れられず、気丈に振る舞うが官兵衛の言葉でようやく受け入れている。
また、兄の遺児たち（二男二女）や出家する姉から託された娘たちを引き取り、養子にしている。
黒田長政（くろだ ながまさ）
（松寿丸 → 黒田長政）
演：松坂桃李（幼少期：秋元黎 / 少年期：若山耀人）
官兵衛の嫡男。幼名は松寿丸（しょうじゅまる）。家督相続後の豊臣政権では中津の大名、関ヶ原の戦い以後は筑前五十二万石の大大名。七将襲撃事件の実行犯の一人。
信長が播磨の城主に人質を要求した際には、光の反対を押し切り自ら人質になることを願い出ている。小寺家からの人質として長浜城に預けられるが、秀吉とおねからは寵愛を持って迎えられ、子飼いの虎之助・市松と共に鍛錬の日々を送る。そのためおねのことはもう一人の母として「おかか様」と呼び慕っており、何かあれば力になると心に決めている。
荒木の謀反に官兵衛も荷担していると疑った信長から処刑されそうになるが、介錯を願い出た半兵衛の機転により匿われることで生き長らえ生還した官兵衛との再会を果たした。その際人質の任を解かれ、姫路に戻っている。
劇中では語られることのなかった鳥取城攻略戦後に元服し、諱を長政とする。官兵衛に認められたい一心が災いし、行動が空回りすることも多く叱責を受けることも多い。父譲りの明晰な頭脳を持つにもかかわらず、かつての官兵衛以上に武断かつ短気な性格で、初陣での躍起になって首級を上げようとし、播磨山崎移封後の地元農民との軋轢、豊前国移封後に肥後の一揆に呼応した旧領主・宇都宮の反乱鎮圧など、冷静さを失うことが多々あった。しかし黒田家を守るために行った宇都宮鎮房の謀殺を機に、黒田家の跡取りとしての自覚が行動にも顕れ小田原攻め直前に家督を譲られ黒田家当主となる。
秀吉の死後は同じ人質出身である家康と意気投合。三成との確執もあって豊臣家を見限り、家康を天下人に押し上げることで黒田家の発展を目指す立場を取る。関ヶ原では武功一番として筑前五十二万石に加増を受ける。そのことで「その働きが自分の天下取りの野望を阻んだ」と父に指摘されるも、同時に「自分を越えた」と認められた。また、関ケ原の戦いの後、捕えられた三成に対し「これまでのことは水に流しましょう」と労いの言葉をかけ、和解した。
最終回での大坂の役では、出奔した又兵衛と戦うことになり、泉下の父に詫びている。
黒田職隆（くろだ もとたか）
演：柴田恭兵
官兵衛の父。播磨姫路城主、元小寺家家老。小寺家臣時代は主筋から小寺姓を拝していた。通称は美濃守。
重隆に比べて頭が固い。政職と碁を打つ時は互角の勝負に持ち込んでからわざと負けることで主君の顔を立てるなどするが、生真面目さが災いし足利義昭直々の書状を見せびらかせたことで警戒され隠居を決断する。
官兵衛に家督を譲って隠居してからも一門の重鎮として精力的に働き続け、毛利との最初の戦いでは官兵衛の偽計によって編成されたニセ援軍の大将を務め、秀吉が播磨に出陣してきた際は姫路城の守りを任された。松寿丸が処刑されたと聞いた後、おねから松の描かれた扇子が贈られた際にはおねの意図を正確にくみ取り松寿丸の生存を確信している。四国攻めより少しのち、自分が教えた遊びをまねる孫たちを静かに見守りながら、眠るように大往生を遂げた。
黒田重隆（くろだ しげたか）
演：竜雷太
職隆の父で、官兵衛の祖父。黒田家先代当主。
近江黒田庄出身の牢人だったが、播磨に流れ着いて土着して当地の土豪となった。その際、広峯神社と通じて家伝の目薬の代理販売をしてもらい財を成した。その縁もあって広峯神社など姫路周辺の領民からは非常に慕われている。当初は龍野赤松氏に仕えたが、後に小寺氏に鞍替えして重用された。その後は隠居生活を送っており、幼い官兵衛はしばしば重隆の草庵を訪ねていた。
官兵衛が成人した後もたびたび助言を送っていたが、おたつを失い我を忘れていた時には「命の使い道がわかっていない」「もっと見聞を広げよ」と厳しく叱責し、官兵衛が立ち直るきっかけを与えた。その後間もなく死去する。
その経緯から、武士でありながら銭勘定にとても明るい人物であり、黒田家に「いざという時のために、普段は無駄に銭を使わず倹約せよ」という家風を生み出すに至った。反面、黒田家を快く思わない小寺家譜代の同僚からは「目薬屋」と揶揄される土壌を作り出してしまっている。
いわ
演：戸田菜穂
官兵衛の母。職隆の正室。小寺政職の養女。
政職が外様である黒田家を懐柔するためにいわゆる政略結婚として黒田職隆に嫁いだ。職隆とは夫婦円満で、修練や勉学に身の入らなかった幼い官兵衛にも優しく接していた。体調を崩し、官兵衛が薬草を入手すべく敵方の龍野へ潜り込んでしまった時にはそれを厳しく叱責し、官兵衛が改心するきっかけを与えた。しかし病状は回復せず、その直後に病没した。子は官兵衛の他、兵庫助と二女がいる。
のちに官兵衛が有岡城の土牢の中で病に侵されて意識が朦朧とした際、薬を持参して介抱しただしの姿が、官兵衛にはまるで母のごとく映った。
糸（いと）
演：高畑充希
蜂須賀小六の娘。長政の正室。倹約を是とする黒田家の家訓には当初馴染めずにいたが、父・官兵衛との器量の差に苦しむ長政を強気かつ奔放な「跳ねっ返り」の性格で励ましており、夫婦仲や義母である光との仲は良好であった。
慶長の役の際に長政の子を出産するが男子（世継ぎ）ではなかった。加えて義弟熊之助が人目を忍んで朝鮮へ渡海するのを看過したことに責任を痛感。最終的には徳川の計略に嵌った長政によって離縁された。
栄（えい）
演：吉本実憂
徳川家康の姪。養女となって長政と政略結婚させられた。関ヶ原合戦の少し後に嫡子を産む。
ぬい
演：藤吉久美子
官兵衛の継母。職隆の継室。
職隆はいわを亡くした直後に政職から後添えを勧められた際、亡くしたばかりである以上少し待ってほしいと訴えたが、これが石川の策略もあって政職から疑われる要因ともなったため石川の件に片が付いた直後「生き残る」ために彼女を後添えに迎えた。
黒田休夢（くろだ きゅうむ）
演：隆大介
官兵衛の叔父で職隆の弟。つねに坊主頭で登場していたことからわかるように、若くして出家した人物である。兄と同様、小寺氏も称していた。
官兵衛が初陣を迎えた赤松との合戦では敵兵との斬り合いで足がすくんだ官兵衛を庇った。勇猛な武将である反面、涙もろい一面もある。
井手友氏（いで ともうじ）
演：飯田基祐
官兵衛の叔父。職隆・休夢の弟。
黒田家の重臣として、休夢や小兵衛とともに職隆を支えた。赤松政秀軍侵攻に際しても奮戦するが、二度目の青山の戦いで討死にする。
黒田兵庫助（くろだ ひょうごのすけ）
演： 植木祥平
官兵衛の弟。兄と同様、小寺氏も称していた。
熊之助（くまのすけ）
演：今井悠貴 （幼少期：荒井雄斗）
官兵衛の次男。兄(長政)と14歳離れている。兄同様血気盛んな性分で一日も早く元服し、初陣を飾りたい気持ちが強かった。二度目の朝鮮出兵に際しては従軍したいと願い出て許されなかったが納得できず、身分を隠して他家の軍勢にまぎれこんで朝鮮への渡航を強行したものの、乗っていた船が悪天候のために遭難し行方不明となった。
菊（きく）
演：築地ひより
長政と糸の娘。

#### 黒田家の武将たち
母里小兵衛（もり こへえ）
演：塩見三省
官兵衛の傅役。黒田家の重臣。
官兵衛が敵方に囚われた時に切腹しようとしたり、櫛橋家からやってきたばかりの光に黒田家の倹約を説くなど律儀な性格。職隆世代の重臣として黒田休夢・井手友氏と共に黒田家の中核を成した。赤松政秀軍が姫路へ侵攻するとその防戦に努めるが、息子・武兵衛の眼前で戦死する。最期に武兵衛に「殿をお守りしろ」と言い残した。
母里武兵衛（もり ぶへえ）
演：永井大（少年期：大嶋康太）
官兵衛第一の側近。小兵衛の息子。
官兵衛とは同い年で、最初の家臣と言える存在。幼い頃は奔放な官兵衛に振り回されがちであった。後に仕官してきた栗山善助に対してはその教育係を務め、先輩家臣として尊敬されるようになる。槍に優れた武闘派で赤松政秀軍との合戦でも勇戦するが、その戦闘で父を失い自らも重傷を負う。しかしその直後の夜襲作戦にも出陣を志願し、官兵衛と石川源吾の一騎討ちにおいて官兵衛を守る形で瀕死の傷を負い、善助に後を託して死去した。
栗山善助（くりやま ぜんすけ）
演：濱田岳
官兵衛の家臣。豊前国移封後は黒田家筆頭家老。元は栗山村の農民。
官兵衛が初陣を終えた直後に仕官を申込み、その場に居合わせた重隆の言もあって官兵衛に仕えることとなった。当初は弁の立つお調子者の面が強かったが、戦場で小兵衛や武兵衛の死を目の当たりにしてからは黒田家家臣としての気概を備えるようになり官兵衛から大いに信頼される。とりわけ後輩である母里太兵衛は善助の言うことには決して逆らわなかった。毛利との最初の合戦の際には一向宗の信者兵を装って毛利陣内に紛れ込んで情報収集をしている。この際お道に気付かれるも見逃してもらっており、後にそのお道と夫婦になって子をもうけている。
官兵衛が村重に囚われた際には、太兵衛・九郎右衛門・お道らとともに有岡城下に紛れ込み官兵衛の居場所などを探っていた。救出後は官兵衛の参謀として裏方に回り、豊前国移封後は筆頭家老として家臣団を取り仕切る立場となる。
三成挙兵を予測した官兵衛の命により、光および栄姫の護衛役として太兵衛と共に大坂に残り無事脱出させている。最後は関ヶ原決着を官兵衛に報告し、如水の兜を褒美に賜った。
母里太兵衛（もり たへえ）
（太兵衛 → 母里太兵衛）
演：速水もこみち
官兵衛の家臣。豊前国移封後は黒田家家老の一人。名槍・日本号の持ち主。
武兵衛で絶えた母里の名を受け継いでおり、その際武兵衛の母から武兵衛の形見の入ったお守りを託されている。当初は母里の名を受け継ぐという強い思い入れはあるものの、やや口下手で人付き合いがままならない粗暴な面があり他の家臣との衝突が絶えなかったが、先述のお守りの件が発覚してからは官兵衛の命で知恵者の善助と義兄弟の契りを交わし、彼の言に忠実な義弟となる。その後は善助と共に織田の質量ともに強大な軍勢を目の当たりにしたのを経て、勇猛果敢で仲間を鼓舞できる槍の名手へと成長する。
官兵衛から元服した長政の守役に指名され、武働きに躍起になる長政をかつての自身と重ね合わせていた。豊前国移封後は家老の一人として黒田家を支える。文禄の役の後、長政の使者として福島正則の屋敷に赴いた際、口論となり飲み比べに発展するも勝利。正則から日本号を勝ち取る。息子・吉太夫に先立たれるが官兵衛に従って九州制圧に活躍、主の最期にも立ち会った。
井上九郎右衛門（いのうえ くろうえもん）
演：高橋一生
官兵衛の家臣。豊前国移封後は黒田家家老の一人。元は職隆の家臣。諱は之房（ゆきふさ）。
寡黙な性格であまり感情を表に出さないが、智謀に長け官兵衛への忠義心は人一倍篤い。官兵衛の有岡城幽閉に際しては城の奉公人に扮して城内に潜入し、主君の救出に多大な活躍をした。笛や琵琶を演奏するなど音楽が堪能。
豊前国移封後は家老の一人として黒田家を支え、三成挙兵に際しては官兵衛と共に行動し天下取りへの準備を進め、かつての部下・吉弘統幸と一騎討ちを行う。
後藤又兵衛（ごとう またべえ）
（又兵衛 → 後藤又兵衛）
演：塚本高史（幼少期：川口和宥 / 少年期：松島海斗）
官兵衛の家臣で長政の側近。
元は小寺家家臣の家柄であったが、幼少期に戦で孤児となったため官兵衛に引き取られる。当初は家中で身の置き所を見いだせず孤独を味わっていたが、光の尽力により心を開き、以後は松寿丸と兄弟のように育てられた。松寿丸が織田方へ人質へ赴いてからも武芸の鍛錬に励んでいたが、毛利方に寝返った伯父・藤岡久兵衛に従う事となり、やむなく黒田家を去る事となった。
久兵衛の死後一時的に黒田家に帰参した際に、光に促され再び黒田家の家臣となる。中国大返しの最中に長政と再会。その後大返しの殿を務める官兵衛と再会し、彼の許しも得て正式に帰参。
長政と意見が対立することが多く、徐々に疎まれるようになる。官兵衛の死後間もなく黒田家を出奔する。大坂の陣では牢人衆の一人として黒田家と敵対し、最期を遂げることとなった。
毛屋主水（けや もんど）
演：春風亭昇太
黒田二十四騎の一人。斥候として登場し、長政からの使者として西軍の状況を家康に報告。褒美として饅頭を賜る。
黒田一成（くろだ かずしげ）
演：小林ユウキチ
荒木家臣・加藤又左衛門の息子。幼名は玉松（たままつ）。
有岡城落城後に官兵衛に引き取られ、黒田家の家臣となる。
大野小弁（おおの こべん）
演：辻本祐樹
長政の家臣。
吉太夫（きちだゆう）
演：林凌雅
太兵衛の嫡男。朝鮮に向かう船に熊之助と共に密航することに成功するも、航海中に遭遇した嵐で生涯を閉じた。
大久保猪之助（おおくぼ いのすけ）
演：本郷弦
黒田家臣。
野村太郎兵衛（のむら たろべえ）
演：渡辺慎一郎
母里太兵衛の弟。宇都宮鎮房暗殺の際、最初に太刀を浴びせた。

#### 黒田家の侍女たち
お福（おふく）
演：阿知波悟美
光の侍女。
櫛橋家から輿入れする光について黒田家にやってきた。当初は家風の違いに戸惑う様子も見られたがじき馴染み、のちに糸に対して「ケチではございません。倹約でございます（新婚当時の官兵衛の言い分）」と言い放つなど、すっかり黒田家の人になっている。光にとっては第二の母とも姉ともいえる存在。黒田家が九州に任地替えになった際、引退を申し出るが、光やお道に慰留され結果的に九州へ赴く。
お道（おみち）
演：福島リラ
光の侍女。
熱心な一向宗本願寺の信者で黒田家が本願寺と敵対している織田家帰順を知ると、同じく信者で侍女仲間のおゆう・お竹とともに暇乞いをして黒田家を退去し、播磨の一向宗の拠点である英賀御堂に移っていた。黒田と毛利の合戦の際には、偵察のため紛れ込んでいた善助に気付くもそのまま見逃している。その後毛利が撤退すると居場所がなくなり行くあてもないため、おゆうの怪我が治るまでという条件で姫路城に戻る。おゆうが完治した後、おゆうとともに城を出て行こうとするが、善助の説得によりに引き戻され彼と恋仲になり、後に夫婦となって一児をもうけている。
官兵衛が村重に囚われた際には善助らとともに有岡城下に紛れ込み、関ヶ原では栄になりすました。
お菊（おきく）
演：高畑こと美
いわの侍女。
お国（おくに）
演：中川翔子
光の侍女。
母里武兵衛の世話を焼いているうちに相思相愛の間柄となり、青山の戦いの直前には周囲にも知れて祝言の約束を取り付けた。しかしその合戦で武兵衛は戦死し、その願いは叶う事はなかった。
おゆう
演：中村映里子
光の侍女。
お道・お竹とともに黒田家を退去し、英賀御堂に移った。黒田と毛利の合戦に巻き込まれて怪我を負うも毛利が撤退したため、お道らとともに姫路へ戻る。黒田家の九州任地替えには同伴せず、播磨で黒田家の菩提を弔う役を買って出た。
お竹（おたけ）
演：菅原祥子
光の侍女。
お道・おゆうとともに黒田家を退去し、英賀御堂に移った。黒田と毛利の合戦に巻き込まれて傷を負い、お道らとともに姫路へ戻るも手当の甲斐なく死去した。
お富（おとみ）
演：玄覺悠子
糸の侍女。糸と長政が離縁する際には「光の優しさがかえって糸を苦しめた」と光を詰るが、主である糸に窘められる。

### 豊臣家（羽柴軍）

#### 豊臣（羽柴）一門
豊臣秀吉（とよとみ ひでよし）
（藤吉郎 → 木下藤吉郎 → 羽柴秀吉 → 豊臣秀吉）
演：竹中直人
天下人。元は信長の家臣。最初は木下藤吉郎（きのした とうきちろう）を名乗り、のち長浜城主となった際に羽柴筑前守秀吉（はしば ちくぜんのかみ ひでよし）に改名している。明るい人柄だが女好きで度々浮気をしては妻・おねに叱られている。
信長からは「猿」と呼ばれ重用されるが、出自に似合わぬ立身出世のため、多くの織田家の同僚達からは快く思われていない。北陸攻めでは柴田勝家と対立し、信長に無断で長浜城に引き揚げてしまい、謀反の疑いを避けるための大宴会を催している最中、毛利の大軍と戦う援軍を要請しに訪れた官兵衛は激怒するが、｢この一命に替えても播磨出兵を進言する｣との覚悟を見せ、逆に官兵衛の信頼を得る。
中国方面軍総大将として毛利との戦いを続けているさなか本能寺の変を知り慟哭するも、官兵衛の煽りに乗る形で天下人への道を進んでいく。一方で官兵衛を遠ざけて三成を重用し、信長の姪である茶々を側室にしようと執着。小田原征伐、鶴松の死を経て生前の信長が目論んでいた明への侵略を決意し、その足がかりとして朝鮮への進軍を号令する。
官兵衛を自身亡き後に天下を獲る男として認めている一方で、中国大返しから関白就任までの一連の流れがうまくいきすぎているとして密かに恐れを抱いている。ただし忠誠心ゆえに直言する官兵衛への信頼は失っておらず、官兵衛が長政に家督を譲り隠居することを願い出た際は、長政への家督相続は認めつつ隠居は許さなかった。後継ぎである秀頼の誕生後は衰弱していく自身への焦りから利休と秀次を殺めるなど政治面での暴走をしていくが、豊臣の支配ではなく天下全体の平穏に拘る官兵衛に諭されて謝罪し、最後はおねの側で生涯を閉じた。
おね
（おね → 北政所 → 高台院）
演：黒木瞳
秀吉の正室。秀吉の前でおねを冒涜するような言動は例え茶々であろうとも許されず、信頼は深い。
人質として来た松寿丸を我が子のようにかわいがっている。半兵衛が松寿丸を匿った際には唯一松寿丸の居場所を知らされており、度々会いに行っている。また職隆に松の描かれた扇子を送り、信長にばれないよう松寿丸が生存していることを知らせようとした。
秀吉が天下人となった後も、光らとは交友を続けており談笑していた。その一方で三成ばかりを重用する秀吉に警告し、淀の台頭に頭を悩ませていた。秀吉の死後は官兵衛の提案と淀への意趣返しも込めて西の丸を家康に譲り、秀吉の菩提を弔うため京で隠棲する。
淀（よど）
（茶々 → 淀）
演：二階堂ふみ
秀吉の側室。信長の姪で、市の長女。
賤ヶ岳の戦いにおいて市が再婚相手の勝家と共に自害した後に、妹の初・江と共に羽柴軍に保護された。秀吉と対面した際に、父二人と母を殺した憎むべき男であるとして秀吉の命を狙うが未遂に終わった。
やがて美貌とその気位の高さに惚れた秀吉に求愛されるようになるが、当初は秀吉の贈り物に一切見向きもしなかった。唯一、道薫（荒木村重）の過去に興味を示したが、その道薫からは居合わせた秀吉とその家臣共々「乱世の化け物」と罵倒された。道薫の言葉をきっかけに開き直り次第に秀吉の寵愛を受け入れる一方で、秀次事件の黒幕としても描かれており三成と共謀し豊臣を事実上支配下に置く。
秀吉の死後に起きた三成と家康の対立に関しては表向きは中立を標榜するが、引き続き三成と共謀する。しかし三成は関ヶ原の合戦で敗北し、家康に対し秀頼成人の後に逆襲することを心に誓うも結局大坂の陣で徳川家に敗北。大坂城不落を信じていた自らの浅はかさを嘆きつつ秀頼と共に自害して果てた。
豊臣秀次（とよとみ ひでつぐ）
演：中尾明慶
秀吉の甥。秀吉の後を継ぎ関白となる。おねが如水と号した官兵衛を相談相手として付けられる。三成と茶々の謀略により失脚し高野山に追放され、後に妻子もろとも処刑される。
豊臣秀長（とよとみ ひでなが）
（木下小一郎 → 羽柴小一郎 → 豊臣秀長）
演：嘉島典俊
秀吉の弟。通称は小一郎（こいちろう）。
小六、半兵衛、官兵衛とともに秀吉軍団の中枢を担い、各地を転戦する。
小田原攻め前夜での官兵衛との会合の時、官兵衛に茶々への溺愛と三成ばかりを重用する秀吉の行動は豊臣家を危惧するのではと言を漏らしていた。
その後病に倒れ、官兵衛と利休に兄を止めるように頼み最後まで秀吉を心配しながら亡くなる。
南殿（みなみどの）
演：辻本瑞貴
秀吉の側室。
秀吉の拠点である長浜に屋敷を与えられており、長浜城より少し離れたあたりに居住している。秀吉はおねに隠れて彼女の元に通っている。
羽柴秀勝（はしば ひでかつ）
演：倉本発
秀吉の養子。織田信長の四男。
豊臣秀頼（とよとみ ひでより）
演：葉山奨之（幼少期：小美野来希）
秀吉と淀の間に生まれた三男。初名は拾（ひろい）。大坂の陣で家康に敗れ、母とともに自害した。
鶴松（つるまつ）
秀吉と淀の間に生まれた次男。初名は棄（すて）。生まれてから三年後に急逝。

#### 竹中家
竹中半兵衛（たけなか はんべえ）
演：谷原章介
秀吉の軍師、織田家家臣。
世に名を知られる天才軍師。元は斎藤家の家臣で、その天才的な軍略を駆使して織田軍を翻弄していた。しかし稲葉山城乗っ取り事件を起こしてからは斎藤家を辞して隠棲していた。斎藤家滅亡後、度重なる藤吉郎（秀吉）の説得をうけ信長の家臣（実質は藤吉郎の家臣）となる。秀吉軍の播磨平定に様々な献策をして活躍したが、後に病を得て体調が悪化。一時は所領の美濃で療養していたが、播磨平定を目前にして播磨に舞い戻り、陣中で没した。
官兵衛に対しては、当初は彼の技量を見極めるために挑発的な態度をとっていたが、小寺・別所・赤松の3氏を信長に謁見するように説得したことで官兵衛の実力を認め、小寺政職が信長への謁見を拒みかけた際には荒木村重を差し向けるなど官兵衛をサポート。自身の死期を悟ってからは官兵衛を自分の後を継ぐ一人前の軍師にすべく指導しており、時々感情的になる官兵衛に苦言を呈してもいる。官兵衛が有岡城で消息を絶ち信長が人質の松寿丸（長政）を処刑するように命じると、自らその役を志願。表向きには処刑したと偽って密かに松寿丸を匿う。この事はおねにのみ報告しおね以外には半兵衛の死後、官兵衛が有岡城から救出されてから知らされた。
不破三太夫（ふわ さんだゆう）
演：谷本一
竹中家家老。
竹中重義（たけなか しげよし）
演：広田亮平
豊後高田城主・竹中重利の嫡男。半兵衛の従甥にあたるが、官兵衛に抵抗したことで叱責された。

#### その他の豊臣家家臣
石田三成（いしだ みつなり）
演：田中圭
秀吉の側近で幼名は佐吉（さきち）。日常でも常に死装束のような白を基調とした衣装を身につけている。
小牧・長久手の合戦以降秀吉の側近となり、以後秀吉の威光を背景に権勢を振るって官兵衛とも対立を深めて行く。文治派仲間の増田長盛らと共謀して官兵衛・長政を排除しようと画策するも失敗。文禄の役では総奉行として漢城に赴任。明の援軍により補給路を断たれ全滅の危機に瀕した際、宇喜多軍の評定で一旦漢城から釜山への退却を主張する官兵衛と対立し、総大将秀家の裁決を仰いで退却を決めた官兵衛を憎む。秀吉への経緯説明を彼に頼んで共に帰国させたが、これはすべての責任を官兵衛一人に負わせ失脚させるための策謀だった。その結果秀吉は官兵衛に蟄居を命じた。
秀吉の寵愛を一身に受ける茶々を利用して政敵を次々に葬り、家中の最高権力者にのし上がる。秀吉の死後は遺命に背いた家康を四大老・五奉行の連名で弾劾したが、前田利家が死ぬと三成を憎む武断派の長政・清正・正則らが家康に唆されて七将襲撃事件を起こす。家康の仲裁で奉行職を辞し佐和山城に帰った。家康打倒の準備を進めるが、官兵衛に背後を脅かされ、関ヶ原の合戦で大敗を喫す。捕縛されて行長・恵瓊と共に京の六条河原で斬首された。
マグダレナ
演：石野真子
おねの侍女。小西行長の母。
小西行長（こにし ゆきなが）
演：忍成修吾
豊臣家臣。キリシタン。
佐々成政の後任として肥後半国の大名に取立てられ、朝鮮国、明国との外交折衝を秀吉から任されている。朝鮮使節の来訪を秀吉が服属の意思表示と誤解したため窮地に陥るが、官兵衛と利休に真相を訴え、利休が秀吉を諫めて事なきを得る。文禄の役では当初務めるはずだった先陣を清正と争うが、朝鮮の首都漢城を陥落させる序盤の快進撃の立役者となるなど、武将としての能力は高い。その後確執関係にある清正に対抗する利害で三成に助力するが、関ケ原では西軍諸将のまとまりを危惧した。西軍の敗北により、捕らえられて斬首された。
蜂須賀小六（はちすか ころく）
演：ピエール瀧
濃尾川並衆の頭目で秀吉の部下。糸の父。
半兵衛の死後、宇喜多直家の調略に赴いている。四国平定の功により阿波国の大名となる。九州攻め直前に病死。
加藤清正（かとう きよまさ）
（虎之助 → 加藤清正）
演：阿部進之介（少年期：相馬眞太）
秀吉の遠戚にして、おねに育てられた子飼い。幼名は虎之助（とらのすけ）。七将襲撃事件の実行犯の一人。
おねを「おかか様」と呼び慕い、長政とも強い絆で結ばれている。肥後半国の大名となるが、これは行長と競わせる秀吉の思惑の人事でもあった。文禄の役では行長と先陣を争い、官兵衛の裁定で一日交替で先陣を務めた。
関ヶ原の合戦では徳川方に味方するが、後に江戸幕府が開かれ徳川家の天下が定まってくると、正則と共にそれを後悔するようになる。
福島正則（ふくしま まさのり）
（市松 → 福島正則）
演：石黒英雄（少年期：吉岡晴登）
秀吉の遠戚にして、おねに育てられた子飼い。長政を「チビ」と呼んで兄弟付き合いをしていた。幼名は市松（いちまつ）。日本号の本来の持ち主だが、太兵衛と酒の席で口論となり飲み比べで負けて失ってしまう。七将襲撃事件の実行犯の一人で長政の説得もあり、小山評定で家康を後押しした。
増田長盛（ました ながもり）
演：有薗芳記
豊臣家臣。五奉行の一人。三成と親しく、彼に同調する立場を取っていた。関ヶ原の合戦直前に、大坂にいる増田に謀反の噂が立ったことで、三成らは西軍のまとまりの無さを痛感することとなる。
浅野長吉（あさの ながよし）
演：長森雅人
豊臣家臣で後に五奉行の一人。官兵衛と共に、秀吉に対して朝鮮国・明国との和睦を進言した。
長束正家（なつか まさいえ）
演：佐久間哲
豊臣家臣。五奉行の一人。
西笑承兌（さいしょう じょうたい）
演：江藤漢斉
豊臣家臣。
文禄の役後の講和交渉で明の国書を読み上げた。要求が何一つ受入れられていないことを知らされた秀吉は激怒し、朝鮮侵略の再開を命じる。
生駒親正（いこま ちかまさ）
演：酒向芳
豊臣家中老。
家康に四大老五奉行の総意として大老辞任を迫るも、かえって藪蛇に逆上され、恐懼して引き下がる羽目となる。
大谷吉継（おおたに よしつぐ）
演：村上新悟
豊臣家臣。三成と親しい。三成が小早川へ調略を仕掛けた折に「お主はいつも己の知略を恃み過ぎる」と忠告する。
大野治長（おおの はるなが）
演：嶋尾康史
豊臣家臣。大坂の陣で家康との交渉に失敗した。
細川忠興（ほそかわ ただおき）
演：丸一太
豊臣家臣。七将襲撃事件の実行犯の一人。家康と利家が衝突しかけた際、官兵衛と共に利家の屋敷を訪れ家康と和睦を結ぶよう説得するが、彼自身も三成と反目していた為、利家が死んだその日の夜に長政らと共に三成への襲撃に加わる。なお関ケ原の合戦時、三成が正室・ガラシャを人質に取ろうとした際、拒んで大坂の屋敷で壮絶な死を遂た。その結果三成は人質作戦を止め、光と栄は大坂を脱出して中津へ逃れることに成功した。

### 徳川家
徳川家康（とくがわ いえやす）
演：寺尾聰
戦国時代の最終的勝者にして江戸幕府初代将軍。
長年にわたって数倍の国力差のある武田家と対抗してきたため信長も一目置く盟友。安土城の饗応に主賓として招かれたときは、信長に責められた饗応役の明智光秀を庇い、苦労人らしい気遣いを見せる。
本能寺の変の際には光秀を恐れ、一時は自害を考えるも家臣の説得で伊賀越えを敢行し三河に戻る。帰国後すぐに軍を進め、三河より東の東海に甲信を加えた一大勢力の主となる。さらに織田信雄と関東の北条家と同盟した上で、官兵衛不在の羽柴軍と戦端を開き小牧・長久手の戦いでは池田恒興らを討ち取るが、その後両軍にらみ合いのまま講和、秀吉の家臣となる。
小田原征伐後の関東移封には忠実に従い、豊臣政権の重臣の一角を担うようになる。朝鮮出兵に逸る秀吉を「糸の切れた凧」と評するが、本人の前では調子を合わせ、直々の渡海を諫めるに留める。その一方長政や正則らを調略して手駒にし、秀吉が逝去すると天下を簒奪すべく勝負に出る。官兵衛からは秀吉が唯一戦で辛酸をなめた武将として警戒されており、家康もまた官兵衛の軍師としての才に一目置いていたため、長政を抱き込むべく自身の姪・栄との縁組を持ちかけ、黒田家と縁戚関係を築く。
関ヶ原の合戦での勝利後面会した官兵衛に「戦のない世を作る」と約束し、「忌憚の無い意見が聞けて良かった」と互いに認め合うも、官兵衛はその実現を見ずに四年後世を去った。江戸に幕府を開いて徳川の治世を確固たるものとし、その総仕上げとして行った大坂の陣での豊臣家の滅亡を見届けながら、泉下の官兵衛に約束した「戦のない世」の始まりを告げる。
井伊直政（いい なおまさ）
演：東幹久
徳川家臣。家康の軍師。
家康の安土から京、堺への見物旅行に本多、榊原と共に同行する。本能寺の変の際には家康を励まし、伊賀越えでは血路を開いて無事帰国を果たす。伏見での家康と長政、正則との会見に同席し、口重の家康が人質時代の苦労を語るきっかけを作り、同じ境遇を味わった長政の心を掴み、彼を家康の配下にする窓口を務めた。
本多忠勝（ほんだ ただかつ）
演：塩野谷正幸
徳川家臣。第46回では朝鮮からの撤兵時に最後尾である行長の軍勢が到着する前に清正、正則、長政が町を焼き払ったことについて行長が訴えを起こしたことを清正、正則、長政に説明した。
榊原康政（さかきばら やすまさ）
演：中村育二
徳川家臣。
生駒親正の要求を退けた後、伏見に長政らが駆けつけ、利家、三成ら大坂方との緊張が高まる中で仲裁に入った如水を「厄介な御仁」と評し、暗に戦争を望む徳川方の本音を窺わせた。

### 播磨の人々

#### 小寺家
小寺政職（こでら まさもと）
演：片岡鶴太郎
播磨御着城主。官兵衛の主君。通称は加賀守。赤い鼻が特徴。
「ここは思案の為所（しどころ）じゃのう」が口癖。優柔不断だが妻・お紺の意見には素直に従っていた。そのお紺が亡くなった後は毛利に寝返り、村重を説得に行った官兵衛を暗殺するよう村重に依頼する。有岡城落城後は家臣にも見放されたため、斎とともに御着を逃げ出しその後善助たちに見つかるも、非情になりきれなかった官兵衛に播磨から離れることで見逃してもらっている。
その後は備中高松近辺の農家に身を潜め怯えながら暮らしていたが、病を患う。備中高松城水攻めの最中に官兵衛に居場所を知られ、いまわの際で官兵衛との和解を果たし氏職（斎）を彼に託して生涯を閉じる。
お紺（おこん）
演：高岡早紀
政職の正室。斎の生母。
政略結婚で小寺家に嫁いだが、当初は政職との間に子がなく、政職も若い側室にうつつを抜かしていたために家中で強い疎外感を感じており、同じ境遇にあった黒田家を何かと助け合うようになる。しかし待望の嫡男である斎を出産すると政職の寵愛を取り戻し、以降は家中随一の良識人として政職への影響力を強める。政職も半ばお紺に依存するようになり、その後も彼女は優柔不断な政職を何かとたしなめている。官兵衛のことを篤く信頼しており、お紺の存在が官兵衛・光夫妻にとっては大きな後ろ盾となっていた。しかし織田・毛利間で播磨国中が揺れ動くなか病を患い、官兵衛に小寺家と斎の行く末を託して病没する。政職の精神的な拠り所であったお紺の死は、政職にあった官兵衛への信頼を大きく揺るがす事になってしまう。
櫛橋左京亮（くしはし さきょうのすけ）
演：益岡徹
志方城主。小寺家の家老。小寺政職の従兄弟で左京進・力・光の父。
穏健な性格で、小寺家中では珍しく黒田家を擁護することもあった。官兵衛の才覚に惚れ込み、娘の一人を官兵衛に嫁がせた。官兵衛を評価する一方で、息子の左京進については今一つ頼りないと思っており、その事が左京進の官兵衛への敵愾心を増す事となっている。小寺家中で肩身の狭い官兵衛にとっては非常に頼もしい後ろ盾であったが、小寺家が織田・毛利という選択を迫られる直前に病没する。
櫛橋左京進（くしはし さきょうのしん）
演：金子ノブアキ
櫛橋左京亮の嫡男。力・光の兄。
官兵衛とは小寺家中における先輩筋にあたるが政職や左京亮に評価される官兵衛を妬み、何かと官兵衛に敵対意識を持つ。一方で力・光ら妹達には優しく、家族思いな所もある。
父の病没後は家督と小寺家家老職を継ぐ。小寺家が織田・毛利のいずれにつくかの論議では力の姻戚上の利害もあり、毛利派の筆頭格であった。一度は小寺家に従い織田方につくが、官兵衛ら織田軍が義弟の上月城を攻め落とすとそれに憤慨。その後の加古川城での評定では、別所賀相と謀り織田軍は信用できないと高らかに主張し多くの播磨諸侯とともに織田方を離脱して毛利方につく。その後説得に来た光とも兄妹の縁を切り、志方城に籠城する。ところが頼みの毛利の援軍は現れず、織田軍の攻勢によって自害に追い込まれる。残された二男二女の遺児たちはいずれも黒田家に引き取られた。
小河良利（おごう よしとし）
演：磯部勉
小寺家家老。政職とともに官兵衛追い落としに暗躍するが、官兵衛の復活後は甥の信章を差し出して投降した。
江田善兵衛（えだ ぜんべえ）
演：上杉祥三
小寺家家老。小河ともども政職とともに官兵衛追い落としに暗躍する。小河が黒田に投降した後もまだ政職に仕えており、三木城の別所一族が自害と引き換えに家臣の命を救った話を引き合いに出し、政職に覚悟を求めた。しかし政職が命惜しさに喚き散らしたことで完全に愛想を尽かして出奔してしまう。政職が腹を切ると言えば、黒田に斎の助命を嘆願するつもりだった。
田辺庄右衛門（たなべ しょうえもん）
演：白倉裕二
政職の近習。小寺家の縁戚。
同じく政職の近習を務めていた櫛橋左京進と仲が良く、よく行動を共にしていた。
小寺氏職（こでら うじもと）
（斎 → 小寺氏職）
演：柳下大（幼少期：山田日向 / 少年期：相澤侑我）
小寺政職の嫡男。幼名は斎（いつき）。
体が弱く、お紺からは将来を心配されている一方で政職からは溺愛されていたが、自身は一人前の武士である官兵衛に憧れていることがお紺の口から語られている。
御着から逃亡した後に元服し、諱を氏職とする。政職の死後は官兵衛に将来を託される。
小河信章（おごう のぶあき）
演：二階堂修
小河良利の甥。叔父の投降とともに黒田家家臣となった。

#### 赤松家
円満（えんまん）
演：麿赤兒
龍野西方寺の僧侶。
かつて赤松氏に仕えていた黒田重隆と親交があった。そのため、黒田家を赤松方に取り込まんとする赤松政秀の要請を受けて、黒田職隆に接触するも、敢え無く断られる。
赤松政秀（あかまつ まさひで）
演：団時朗
龍野城主。
西播磨一帯を治める有力豪族。小寺領進出を悲願とし、円満を送ったり偶然捕えた官兵衛を用いたりするなど、智謀に長け黒田家の懐柔にも務めた。その後小寺家との関係が悪化すると、機先を制して浦上家を滅ぼす。続いて寡兵の姫路にも攻撃を開始して黒田家に多大な被害を与えたが、黒田軍の夜襲によって大敗を喫した。
石川源吾（いしかわ げんご）
演：升毅
赤松家の重臣。元は小寺家の重臣。
小寺家家臣時代は、外様として肩身の狭い黒田職隆の理解者であったが、実は敵方の赤松家に通じており、職隆を小寺家中で孤立させて共に寝返ろうと画策するものの叶わなかった。官兵衛の機転によって事が露見した後は、赤松家に走って赤松政秀の重臣として仕える。たびたび政秀に献策し、戦陣においても大将を務めた。満を持した小寺領侵攻の際には、因縁のある官兵衛と壮絶な一騎討ちを繰り広げ、官兵衛に討ち取られた。
吉田平蔵（よしだ へいぞう）
演：山本芳郎
石川源吾の家臣。
頬に特徴的な傷のある男。小寺家臣時代の石川の命により、姫路領内で野武士集団を扇動しており、黒田職隆が小寺家中で孤立するように仕向ける。しかし野武士の頭領と密談している現場を官兵衛に偶然見られてしまい、それが原因で石川の策は失敗、黒田軍によって討ち取られた。
赤松広秀（あかまつ ひろひで）
演：野杁俊希
赤松政秀の嫡男。政秀の跡を継いで龍野城主となる。
当初は父の反小寺氏の姿勢を継いでいたが、官兵衛の説得に応じて小寺・別所両氏とともに織田信長の軍門に降る。その後、秀吉の元で開かれた加古川評定では、反織田を唱える櫛橋左京進や別所賀相に同調するかのような姿勢を取るが、直ちに毛利方へ寝返る事はなかった。
林左門（はやし さもん）
演：中田敦夫
赤松広秀の重臣。官兵衛が播磨平定のために龍野城へ乗り込んだ際に取り次ぎを担当する。

#### 浦上家
おたつ
演：南沢奈央（幼少期：三池怜菜）
広峯神社の御師・伊吹善右衛門の娘。
官兵衛とは幼馴染で、二人だけで結婚の約束を交わしていた。長じてからも親交は続いたが、黒田家の嫁に相応しい家柄ではないこともあり約束は実らなかった。最終的には職隆の養女となって浦上清宗に嫁ぐ事となるが、婚礼の夜に赤松勢の襲撃に遭い清宗によって逃されるものの戦闘に巻き込まれて深手を負い、駆け付けた官兵衛の腕の中で息絶えた。
浦上清宗（うらがみ きよむね）
演：達淳一
室津城主・浦上政宗の嫡男。
浦上-小寺同盟の一環として、黒田職隆の養女となったおたつと婚姻を結ぶ。しかしその祝言の夜に赤松政秀軍の夜襲に遭い、おたつを逃がすものの自身はその場で斬り死にした。
浦上政宗（うらがみ まさむね）
演：新納敏正
室津城主。
西播磨の有力豪族の一人。領土的野心を膨らませる赤松政秀に対抗すべく、小寺家と同盟を結んだ。しかしそれを良しとしない赤松軍の来襲に遭い、息子と共に戦死する。

#### 上月家
力（りき）
演：酒井若菜
上月景貞の妻。櫛橋左京亮の長女、光の姉で左京進の妹。
当初は官兵衛の正室候補に挙げられるも、左京進によって官兵衛の悪口を吹き込まれておりこれを固辞したため、光が官兵衛に嫁ぐ事となった。その後は上月城主・景貞の元へ嫁ぎ二女を儲ける。しかし上月家が毛利方に付いたために兄妹たちとは対立する関係となる。上月城が落城すると娘たちとともに自害しようとするが官兵衛に制されて救出される。その後は娘2人を光に託して出家した。
上月景貞（こうづき かげさだ）
演：土平ドンペイ
播磨上月城主。力の夫。
播磨と備前の国境に近い上月城の主。備前国主・宇喜多氏の影響下にあり、宇喜多氏とともに早くから毛利氏に従った。相婿の関係にある官兵衛に幾度か調略を受けたものの、毛利方の立場を貫いた。その後、官兵衛たち織田軍に城を包囲されるが、その際に家老・高島吉右衛門に裏切られ、首を獲られて織田軍へと引き渡されてしまった。
鈴（すず）
演：内田愛
景貞の長女。
力の出家後は官兵衛に引き取られる。
花（はな）
演：舞優
景貞の次女。
力の出家後は官兵衛に引き取られる。
高島吉右衛門（たかしま きちえもん）
上月家家老。
上月氏に代々従う譜代の家老。織田方の上月城攻撃が激しくなると主・景貞とともに籠城するも、最終的に宇喜多直家に唆されて景貞の首を獲り織田軍に投降。秀吉からは投降を認められたものの、「主君の寝首を掻く者は信用できぬ」と不信感を抱いた信長の命により処刑された。

#### 東播磨の勢力
別所賀相（べっしょ よしすけ）
演：ベンガル
別所家の重臣。別所長治の叔父、重棟の兄。
長治の後見人としてほぼ全てを取り仕切っていたが、織田と毛利どちらに付くか決める際に官兵衛の調略を受けた長治が信長への謁見を決めてしまったため毛利方に付こうとしていた賀相は思惑が狂ってしまった。織田方に付いて以降も毛利家帰順を画策しており、加古川城での評定で櫛橋左京進と謀り織田軍は信用できないと高らかに主張することで多くの播磨諸侯とともに思惑通り毛利方に付くことに成功する。そして三木城に籠城し毛利の援軍を待つも援軍は一向に来なかったため、最終的には三木城で死ぬこととなった。
別所重棟（べっしょ しげむね）
演：佐戸井けん太
別所家の重臣。別所長治の叔父、賀相の弟。
賀相と同じく長治の後見人であるが、賀相が独断でほぼ全てを取り仕切っていたため、彼の意見が反映されることは少ない。主家の毛利方加担に同調せずに秀吉陣営へ出奔。結果的に重棟だけが生き残った。
別所長治（べっしょ ながはる）
演：入江甚儀
三木城主。
若くして城主になったため長らく後見人である賀相の意見に従ってきたが、織田と毛利どちらに付くか決める際には官兵衛に直接説得されたこともあり、賀相の反対を押し切り自身の判断で織田方に付き信長へ謁見する。しかしその後の加古川評定での賀相と左京進による計略により、成り行きで毛利方として三木城に籠城する。が織田軍の兵糧攻めに苦しめられ、最終的には官兵衛の出した条件をのみ自害、三木城は落城した。
神吉頼定（かんき よりさだ）
演：岡雅史
神吉城主。
別所・小寺・赤松といった播磨の有力諸侯が織田方に与すると、それを追って織田軍の傘下に入る。しかし織田方から派遣されてきた秀吉の元で開かれた加古川評定では櫛橋左京進や別所賀相に同調し、反織田の旗色を鮮明にする。その後、織田軍の攻勢を受け、また、叔父・神吉藤太夫の裏切りもあり、城は落城した。
別所友之（べっしょ ともゆき）
演：ささの友間
別所長治の弟。

#### その他の播磨の人々
伊吹善右衛門（いぶき ぜんえもん）
演：尾藤イサオ
広峯神社の御師。おたつの父親。
姫路にほど近い広峯明神に仕える神官で、神社のお札を各地に売り歩いている。黒田家とは黒田重隆が播磨に入った時からの縁であり、黒田家に伝わる目薬をお札とともに売り歩く事で黒田家の蓄財に大きく貢献した。官兵衛も幼い頃より伊吹邸に足を運んでおり、善右衛門の語る旅語りを楽しみにしていた。その後も、各地の情勢を逐一黒田家に伝えるなど情報面において重要な役割を果たす。
伊吹文四郎（いぶき ぶんしろう）
演：遠藤要
広峯神社の御師。善右衛門の甥。善右衛門に次いで黒田家に各地の情勢を伝える役割を果たす。
官兵衛が村重に囚われた際には、善助らとともに有岡城下に紛れ込み村重の動向や官兵衛の居場所などを探っていた。
仙吉（せんきち）
演：馬渕誉
櫛橋領内に住む少年。
病床に伏せる母に食べさせるために山桃を採ろうとして、山桃の木に登って降りられなくなっていた。それを見かねた光は自分が登り助けようとしてたが、通りすがった官兵衛は降り方を指示して仙吉自身に降りてこさせ、その後官兵衛が木に登って山桃を採り仙吉に与えている。また、この時に言い争い官兵衛の機転で仲直りしたことが、光が官兵衛のもとに嫁ぐきっかけとなっている。

### 織田家

#### 織田一門
織田信長（おだ のぶなが）
演：江口洋介
織田家当主。旧来の権威や因習に囚われない革新的な思考の持ち主。
元は尾張の一大名だったが勢力を拡大し、足利義昭を奉じて上洛するが後に対立し、各地の反織田勢力と結んだ義昭を追放して室町幕府を滅ぼす。
西国進出を企図していた頃に官兵衛の謁見を受け、名刀「圧し切」を与えて厚遇する一方、反逆者への苛烈な処罰や成果を出さない古参家臣を追放するなど冷徹な振る舞いを危惧されるようになっていく。
安土城に居を構えてからは名実ともに天下人として振舞い、海外進出への夢を膨らませていく。しかし、天皇に取って代わり自らが「王」になるという革新的な思想を恐れた明智光秀に謀反を起こされ本能寺を襲撃される。自ら武器を持ち防戦するも圧倒的な兵力差に為す術もなく、炎に包まれる部屋の中で幸若舞「敦盛」の一節を謡い、自害して果てる。
お濃（おのう）
演：内田有紀
信長の正室。美濃旧国主・斎藤道三の娘。本能寺の変で信長とともに奮戦するも深手を負い、信長にとどめを刺され絶命する。
土田御前（どたごぜん）
演：大谷直子
信長・信行の母。
若き日の信長が自らの手で信行を殺害して以降、信長には心を閉ざしている。信長には礼節を弁えた態度をとられているが、会うたびに「お前は鬼か」と信長を呪う言葉をかけている。信長が松寿丸を殺すように指示を出した際にも強烈な皮肉を信長に突き付けた。
歳を重ねる度に信長に対する怨嗟も薄れ、本能寺の変が起きる直前になり和解の道を探るようになる。信長とお濃の3人で富士を見る約束を取り付けるも、本能寺の変により約束の実現と和解は叶うことがなくなった。
織田信行（おだ のぶゆき）
演：尾関伸嗣
信長の弟。
破天荒な性格の兄が人望を得られなかった際、兄に代わって品行方正な性分を買われて織田家当主の候補として祭り上げられる。しかし病と偽った信長の策略にかかり、信長自身の手によって殺害される。現場には生母の土田御前がいた事から、以降信長と土田御前の仲は冷え切ってしまっている。
織田信忠（おだ のぶただ）
演：中村倫也
信長の嫡男。
信長が安土に移ってからは岐阜城主と岐阜の統治を任されている。上月城の戦いでは援軍の総大将を、松永久秀の謀反に際しては信貴山城攻めの総大将を、甲州征伐では総大将を務めた。本能寺の変で死去。
織田信孝（おだ のぶたか）
演：中山麻聖
信長の三男。
山崎の戦いでは秀吉を嫌っていたため増援を拒否していたが、官兵衛に説得され明智討伐の総大将として出馬する。
織田信雄（おだ のぶかつ）
演：小堺翔太
信長の次男。秀吉に対抗すべく家康を頼る。
三法師（さんぼうし）
信忠の嫡男。

#### 柴田家
柴田勝家（しばた かついえ）
演：近藤芳正
織田家の重臣筆頭。通称は権六（ごんろく）。
上杉攻めの軍議において秀吉と激しく対立し、秀吉に「大将の器にあらず」と罵倒されるなど、信長存命時から秀吉との仲は険悪であった。
本能寺の変においては決断と行動が遅すぎたため参加できず、その後の清洲会議においては信孝を擁立するも秀吉が擁立した三法師と秀吉の根回しで為す術なく完敗。信長の後継者の座を狙う秀吉に対抗するために信長の妹の市と再婚するも、賤ヶ岳の戦いに敗れて市と共に自害した。
柴田勝政（しばた かつまさ）
演：花園直道
柴田家臣。
市（いち）
演：内田恭子
信長の妹。浅井長政との間に茶々・初・江をもうけている。浅井を滅亡に追いやった秀吉に対して良い印象を持っていない。賤ヶ岳の戦いに敗れた勝家と共に自害した。
初（はつ）
市の次女。
江（ごう）
市の三女。

#### 明智家
明智光秀（あけち みつひで）
演：春風亭小朝
織田家の重臣。元は足利義昭の側近。
懇意にしていた人物たちが次々に殺されていったことや、家康に対する自分のもてなしを否定されたことなどから次第に信長に対し恐れや怒りを抱くようになる。
備中高松城を包囲している秀吉の応援を命じられ出兵した際に、途中から引き返し信長に対して謀反（いわゆる「本能寺の変」）を起こす。中央および公家の支援を受け一時は天下人として君臨するも秀吉との山崎の戦いに敗走中、落ち武者狩りの農民に討たれる。
倫（りん）
演：石橋杏奈
光秀の娘。荒木村重の子・村次の妻だったが、荒木家の離反で離縁し明智秀満に再嫁。信長が本能寺の変で死去したことを知ると、だしの仇が討てたと心底喜んでいた。
斎藤利三（さいとう としみつ）
演：小木茂光
明智家臣。山崎の戦いで討死。
明智秀満（あけち ひでみつ）
演：鳥羽潤
明智家臣。お倫の婿。
溝尾庄兵衛（みぞお しょうべえ）
演：永倉大輔
明智家臣。

#### 摂津衆
荒木村重（あらき むらしげ）
（荒木村重 → 道糞 → 道薫）
演：田中哲司
摂津有岡城主。
元は牢人。剣術に優れ、堺へ向かう途中山賊に襲われていた官兵衛たちを助けた。その後共に堺まで旅をし、別れ際に官兵衛に「一国一城の主になる」夢を語った。その後、公言通り信長の旗下に参じて摂津の国主となる。以後、官兵衛の信長への謁見を仲介したり、小寺政職が信長への謁見を躊躇していた際には大軍を引き連れて御着を訪れ政職に謁見を促すなど、官兵衛を助力する。
しかし、本願寺の調略に失敗して以降、失策を重ねたために信長の制裁を恐れて毛利家の調略に乗って織田家に反旗を翻し、翻意の説得に訪れた官兵衛を政職の依頼もあり有岡城の牢に幽閉する。だが戦況が不利になると毛利に援軍を直談判すると称して密かに有岡城を脱出するが、途中の尼崎城で有岡城の落城を知りそのまま尼崎城に留まる。その後だし等一族が処刑されたことを知ると「信長に殺されず生き続けることで信長に勝つ」ことを誓って尼崎城から姿を消した。
信長の死後、生への執着から死ぬことも出来ない身を皮肉って道糞（どうふん）と名乗り茶の湯を究めることで心の平穏を得ようと千宗易（利休）の弟子となっていた。その後、秀吉の御伽衆に加えられたのを機に道薫（どうくん）と名を改めた。官兵衛と再会した時に「秀吉は変わったのではないか?」と問いかけた。道薫の過去に興味を示した茶々の希望で秀吉たちに有岡城での出来事を話すことになったが、その席に居合わせた全員を「乱世の化け物」と罵倒し、秀吉の怒りを買って追放された。大坂を退去する前にだしとの子である又兵衛との対面を果たし、翌年に堺で生涯を閉じた。
だし
演：桐谷美玲
村重の正室。
類まれなる美貌の持ち主で、「絶世の美女」と称される。敬虔なキリシタン。
村重の謀反に官兵衛を巻き込んだことを悔いて、村重に隠れて囚われた官兵衛の世話をしていた。
有岡城落城時、侍女のさとに子供を託す。織田方に捕らえられるも城主の妻として潔くすべてを受け入れ、京の六条河原で一族の者とともに処刑された。
高山右近（たかやま うこん）
演：生田斗真
摂津高槻城主。荒木家臣。霊名はジュスト。
元は摂津和田氏に従っていたが下剋上でこれを倒して小領主となった。敬虔なキリシタンでもある。村重配下の武将として従軍しており、村重が織田家への謀反を決断した際には家中で唯一慎重論を唱えた。一度は村重に従って織田に反旗を翻すも、信長の意向を受けたオルガンチノやロレンソに再度説得されて織田方に投降する。
有岡城落城後、捕えられた荒木一族のうち女子供の処刑を免除するよう願い出たが聞き入れられなかった。羽柴軍の中国大返しに合流し、明智討伐に貢献、秀吉傘下の大名となる。官兵衛をキリスト教に導いたが、その直後秀吉が発布した禁教令に異を唱え、すべてを捨ててキリシタンとして生きることを決意。後に家康によってマニラに追放され程なく死んだ。
高山友照（たかやま ともてる）
演：小林勝也
右近の父。荒木家臣。霊名はダリオ。
村重の謀反には右近とともに従うが、キリシタンの命を質に降伏を命じる信長の策によって右近が逡巡すると、村重への恩義を持ち出して降伏に反対した。
中川清秀（なかがわ きよひで）
演：近江谷太朗
摂津茨木城主。荒木家臣。
村重に従う有力武将の一人。荒木軍の一員として本願寺攻囲戦に加わっていたが、配下の兵が密かに本願寺に兵糧を入れている事が発覚する。それを村重に相談して不安を煽り、村重に織田家離反を促した。当初は村重とともに織田家に対するものの、高山右近の投降など戦況が不利になると村重を見捨て茨木城とその戦力を手土産に織田方に投降、その処世術を賞されて信長に許される。
又兵衛（またべえ）
演：藤野大輝
村重とだしの間に生まれた子。幼少ながら並々ならぬ画才の持ち主。後の岩佐又兵衛。
荒木久左衛門（あらき きゅうざえもん）
演：井上肇
荒木家臣。
村重が織田信長に対して謀反を起こすと、それに従って有岡城に籠城する。村重が有岡城を出奔して尼崎城に籠もると、村重へ投降するように説得すれば助命するという条件のもと尼崎城へ赴く。しかし村重から面会を拒絶されて進退窮まり、自らも行方を晦ましてしまった。
荒木村次（あらき むらつぐ）
演：中山卓也
村重の嫡男。
荒木五郎右衛門（あらき ごろうえもん）
演：長棟嘉道
荒木家臣。
織田家に反旗を翻した村重に従って有岡城に籠城する。
池田和泉（いけだ いずみ）
演：海部剛史
荒木家臣。
織田家に反旗を翻した村重に従って有岡城に籠城する。戦況が悪化するに従って不安を覚えるようになり、消極的な意見をした事から村重に成敗されかかった事もある。
後に村重が有岡城を出奔すると重臣の中で一人有岡城に残るが、落城すると火縄銃を用いて自害した。
平吉（へいきち）
演：野仲イサオ
荒木村重の兵。
有岡城に幽閉された官兵衛が最初に入れられた木牢の牢番を務めていた。囚人である官兵衛には何かと辛く当たっていたが、官兵衛が脱獄した際にはあっけなく倒されてしまった。
谷崎新吉（たにざき しんきち）
演：正名僕蔵
元荒木家臣で黒田家の下男となる。
さと
演：岡本易代
だしの侍女。新吉の妻。
有岡城の落城寸前にだし子（岩佐又兵衛）を託され、城を脱出た後乳母を務める。
ふさ
演：木立美鳥
だしの侍女。
有岡城落城までだしに従った。
加藤又左衛門（かとう またざえもん）
演：浜田学
荒木家臣。
有岡城で官兵衛が入れられた土牢の牢番を務めていた。幾度と密会を試みるだしを窘めるなど従順に役目をこなしていたが、官兵衛を粗略に扱う事もなかった。後に戦況が悪化すると官兵衛にこれまでの事を詫び、遺児となる玉松（後の黒田一成）を官兵衛に託す。その後、城内へ突入してきた織田軍と戦って討死した。

#### その他の織田家臣
丹羽長秀（にわ ながひで）
演：勝野洋
織田家の重臣。
播磨に織田信忠、明智光秀らと援軍として赴いたときは秀吉の上月城救援の要請に応じず、秀吉との仲はあまり良好でなかった。だが、中国大返しの際は官兵衛らの説得を受け、織田信孝と共に山崎の戦いに参戦する。
滝川一益（たきがわ かずます）
演：川野太郎
織田家家臣。武田討伐の恩賞として上野一国と信濃二郡を与えられた際に、領地よりも名物茶器「珠光の小茄子」を所望した。しかし信長からは「欲しければそれに相応しい手柄をもっと立てよ」と言われてしまい、望みは叶わなかった。
佐久間信盛（さくま のぶもり）
演：立川三貴
織田家家臣。村重に代わり本願寺との交渉役を担当していた。顕如が本願寺を退去した後の評定で十九条からなる折檻状を叩き付けられ、織田から放逐された。
前田利家（まえだ としいえ）
演：横内正
柴田勝家の配下だったが秀吉に寝がえり、豊臣家では大老の一人となった。秀吉死後、秀頼の後見人として大坂城に入城するが、既にその身は病に侵されており、本人も余命僅かであることを悟っている。三成の懇請もあり豊臣家を守るために家康と一戦交えることを決意するが、細川忠興と共に屋敷を訪れた官兵衛から天下万民の為にも家康と和睦を結ぶよう説得され、間もなく亡くなった。
万見仙千代（まんみ せんちよ）
演：田中幸太朗
織田家家臣。
信長の小姓。信長の性格をよく汲み取り、織田家臣たちには何かと厳しめの姿勢を取る事が多い。普段は信長の側で秘書役を務めるが、三木合戦では軍監として戦場にも赴いた。その際に信長の指示を貫徹しなかった荒木村重を強く咎め、村重の謀反の遠因になってしまう。有岡城攻めでは前線で指揮を執るものの荒木軍の計略にかかり猪突、鉄砲隊に撃たれ戦死を遂げる。あまりの見事な計略に信長は官兵衛の離反を直感する。
細川藤孝（ほそかわ ふじたか）
演：長谷川公彦
織田家家臣。元足利義昭の側近。
本能寺の変において光秀からの要請を拒否し続け、剃髪・出家し幽斎とした。山崎の戦いにおける光秀側の敗北の一端となった。
森蘭丸（もり らんまる）
演：柿澤勇人
信長の小姓。仙千代討死後に台頭し、佐久間信盛への折檻状を代読。仙千代同様忠実な仕事ぶりで信長の寵愛を一身に受けていたが本能寺の変で討死。
長谷川宗仁（はせがわ そうにん）
織田家家臣。本能寺の変の直後、密書を携えた使者を秀吉に送った。
佐々成政（さっさ なりまさ）
演：大谷亮介
信長死後に2度にわたり秀吉に反旗を翻すが、許され側に仕え、九州平定後戦功により肥後一国を与えられた。が、強硬な検地を行い国人一揆が起きて領国統治に失敗し、謹慎を命じられる。申し開きのために大坂に向かうが、勝手に領地を離れたことで更なる秀吉の怒りを買い、尼崎にて切腹させられた。
池田恒興（いけだ つねおき）
演：大橋吾郎
織田、のち羽柴家臣。
山崎の戦いの際に秀吉に味方し、以後秀吉の配下となる。小牧・長久手の戦いにて討死。
森長可（もり ながよし）
羽柴家臣となるが、小牧・長久手の戦いにて討死。

#### 尼子党
尼子勝久（あまご かつひさ）
演：須田邦裕
尼子家当主。
当初は隠棲していたが、滅亡した尼子家再興のために山中鹿介らに擁立され、織田信長の後援を受けて中国戦線に出陣する。毛利軍との競り合いで尼子軍が戦功を挙げたため、対毛利最前線の上月城を預けられる。しかし志願した籠城兵が予想よりもはるかに少なかったことや、援軍として期待していた織田軍が別所長治の寝返りによって叶わなくなるとやむなく毛利軍に降伏し、配下の助命を条件にして自害した。
山中鹿介（やまなか しかのすけ）
演：別所哲也
尼子家臣。
毛利氏に敗れ、一度は滅亡した尼子氏再興を志す尼子旧臣の筆頭格。主・勝久を担ぎ、織田幕下の武将として中国戦線に出陣する。「七難八苦」を信条とした大槍を操る豪傑で、毛利方からも恐れられている。官兵衛とは野戦で危機を救った縁から親しくなった。上月城籠城戦でも奮戦するが、兵糧攻めに苦しみ、頼みの援軍が来ないと官兵衛から知らされ、勝久が降伏、自害すると自身も縛に付く。しかし最後の足掻きとして吉川元春・小早川隆景と刺し違えようと機会を窺うが、鹿介の計略を看破した元春の指示によって謀殺される。
亀井新十郎（かめい しんじゅうろう）
演：関貴昭
尼子家臣。
上月城に籠城する尼子本隊からは離れて羽柴秀吉の麾下に所属する。織田信長の指示で上月城が見捨てられる事が決まると、秀吉の指示で尼子勝久・山中鹿介らに城を捨てて脱出するよう伝える使者に立てられる。官兵衛の策を借りて上月城に潜入は成功したものの、勝久らの玉砕の意思は固く、説得は聞き入れられなかった。

### 足利将軍家
足利義昭（あしかが よしあき）
（足利義秋 → 足利義昭）
演：吹越満
室町幕府15代将軍。13代将軍足利義輝の弟。初名は義秋（よしあき）。
兄・義輝が討死した後、越前の朝倉義景の元にいたが、明智光秀の推薦により織田信長を頼り、信長の上洛軍に加わって帰郷を果たし、次いで将軍に任じられた。当初は信長に恩義を感じていたようで諾々としていたが、次第に信長から多くの行動制限を課せられた事を不満に思い、関係も冷却していく。周辺の大名を扇動して信長を退治しようとするもうまくいかず、最終的には降伏して京都を追われる事となった。その後は毛利家を頼り、返り咲きの機会を窺い続けた。
真木島昭光（まきしま あきみつ）
演：小久保丈二
足利家臣。
義昭が京都を追われた後も彼に従い、鞆の浦では側近を務めている。

### 毛利家
毛利輝元（もうり てるもと）
演：三浦孝太
毛利家当主。安芸吉田郡山城主。毛利元就の嫡孫で、叔父の吉川元春や小早川隆景の補佐を受ける。
吉川元春（きっかわ もとはる）
演：吉見一豊
毛利家の重臣。毛利元就の次男で隆景の兄。隆景と正反対の武骨な人柄で、中国大返しの一件から秀吉を蛇蝎の如く嫌悪している。九州攻めに際して病気であることを理由に拒否していたが、元春を出馬させたい秀吉の意向を受けた隆景と官兵衛の説得に応じ九州攻めの先鋒として出陣。小倉城で生涯を閉じる。
小早川隆景（こばやかわ たかかげ）
演：鶴見辰吾
毛利家の重臣。安芸旧国主・毛利元就の三男で元春の弟。
輝元の補佐を務めながら、自身は山陽道の軍勢を率いて播磨の黒田、織田軍と対峙する。三道並進作戦で仇敵尼子党の籠る上月城を落とすが、宇喜多直家の離反等で陸路から織田軍の攻勢を許し、備中高松城包囲時には信長の出陣が目前に迫り、存亡の危機に立たされていた。だが本能寺の変で情勢は劇的に好転、本領安堵を条件に秀吉軍と講和し、「天下をとりに行け」と官兵衛を送り出している。少し後で知った元春とは激論の末、追撃を阻止。
四国、九州攻めでは豊臣軍の一翼として平定に貢献し、宇都宮鎮房の蜂起の際は豊前に出兵し黒田家の窮地を救っている。死の直前にも官兵衛と対面、秀秋を引き会わせた。
清水宗治（しみず むねはる）
演：宇梶剛士
毛利家臣。備中高松城主。官兵衛の説得を拒否して籠城戦を挑むが水攻めで孤立。輝元ら毛利本軍も駆けつけ講和交渉が行われるが、唯一宗治本人の命を巡って対立が続いていた。本能寺の変の結果講和が急遽まとまり、自身の命を引き替えに毛利家を救う。
安国寺恵瓊（あんこくじ えけい）
演：山路和弘
毛利家に仕える外交僧で、調略の技量についても官兵衛からも「狸坊主」と揶揄されるほど評価されている。本能寺の変において信長の死を官兵衛から直々に知らされ、「信長の死を内密にした上で、秀吉軍と毛利軍の和睦を成立させる」という一世一代の賭けを持ち込まれるが、「（官兵衛と恵瓊の）二人だけで天下を動かす、これ以上に面白いことはない」として官兵衛の提案に乗り、秀吉の天下統一に間接的に貢献した。
秀吉への恩義もあり、関ヶ原の戦いでは毛利家の西軍加担に尽力。官兵衛不在を不安視し仲間に誘うことを提案するが、三成に拒否される。結局不安が現実のものとなり敗北。三成・行長とともに首を斬られた。
吉川元長（きっかわ もとなが）
演：出合正幸
毛利家の武将。吉川元春の嫡男。
吉川広家（きっかわ ひろいえ）
演：加藤頼
毛利家の重臣。吉川元春の子で元長の弟。三成を嫌う武将で西軍加担を勧める恵瓊と対立した。
小早川秀秋（こばやかわ ひであき）
演：浅利陽介
小早川隆景の養嗣子。おねの甥。関ヶ原の戦いでは長政の調略により形勢を決める働きをした。
浦宗勝（うら むねかつ）
演：佐藤尚宏
毛利家の武将。
毛利水軍を率いる武将で、小早川隆景の下知に従い播磨を牽制するための水軍を束ね、黒田軍を大きく上回る兵数を率いて本願寺門徒と結んで英賀に上陸する。しかし官兵衛の偽計によって黒田軍の兵力を読み違え、早々に撤兵に追い込まれた。後の三道並進作戦でも水軍衆を率いる。
平岡頼勝（ひらおか よりかつ）
演：今井朋彦
小早川秀秋の家老。
小早川元総（こばやかわ もとふさ）
毛利家臣。
桂広繁（かつら ひろしげ）
毛利家臣。

### 宇喜多家
宇喜多直家（うきた なおいえ）
演：陣内孝則
備前国の大名。
人前で堂々と女を抱く豪胆さを持つ一方で、裏切る可能性のある者は身内であっても毒を盛るなどして殺してしまうような非情な人物。あまりの型破りさに官兵衛からは「乱世が生んだ化け物」と評された。
毛利方に付いてはいるが上月城奪還後は毛利に対する態度を曖昧にしているため、直家の裏切りを警戒した毛利軍は播磨への援軍を躊躇。このことが毛利に寝返り援軍を期待していた左京進、別所ら播磨諸国が次々織田軍によって落城していった遠因となっている。
しかし、自身が病を患っていると悟るとお鮮に織田方に付くと打ち明け、半兵衛の死後半兵衛の代わりに調略に現れた蜂須賀小六の説得を即座に受け入れ織田方に寝返る。いまわの際にはお鮮と八郎を秀吉に託す一方で信長の先行きを不安視する予言をしている。
お鮮（おせん）
演：笛木優子
直家の妻。死後は八郎を連れ秀吉の側室となる。
宇喜多秀家（うきた ひでいえ）
演：武田航平
直家の嫡男。幼名は八郎（はちろう）。文禄の役では総大将に任命される。
宇喜多忠家（うきた ただいえ）
直家の弟。
毛利軍の上月城攻めにおいて、仮病を使った直家に代わって毛利軍の陣へ伺候する。

### その他の反織田勢力
顕如（けんにょ）
演：眞島秀和
石山本願寺の法主。一向宗の門徒を率いて信長と激しく対立する。後に織田家との講和が成立し、本願寺を退去した。
松永久秀（まつなが ひさひで）
演：ミッキー・カーチス
大和信貴山城主。
大和国の国主。かつては三好三人衆とともに将軍・足利義輝を暗殺するなど畿内を席巻した。後に織田家の傘下に加わっていたが、足利義昭や上杉謙信に呼応して反旗を翻す。居城に籠城するものの、織田信忠率いる討伐軍相手に次第に劣勢となり落城する。信長も欲しがる「平蜘蛛」という名物茶器を所有していたが、それだけは渡すまいと「平蜘蛛」に黒色火薬を仕込み、爆死して果てる。また、これに前後して信長の元に人質に出していた息子2人も処刑された。
斎藤龍興（さいとう たつおき）
演：斉藤悠
美濃稲葉山城主。美濃国主。
織田家と対立する若い当主。素行は悪く、家臣の諫言にも耳を貸さなかった。そのため家臣の竹中半兵衛によって居城を奪われ、放逐されるという大胆な行動を許す事となった。間もなく半兵衛は城を返却して隠棲したため再び稲葉山城に戻るが、後に織田軍の侵攻に耐え切れなかった上に、重臣の寝返りも相次いだために落城し、自らも這う這うの体で美濃を落ちた。

### 豊前宇都宮家
宇都宮鎮房（うつのみや しげふさ）
演：村田雄浩
代々豊前国城井谷を本拠としてきた名家。九州征伐の際、官兵衛から本領安堵の約束を取付け豊臣軍の先鋒を引受けたが、陰では秀吉を成り上がりものとして見下していた。九州平定後の領地分配で豊後六郡は黒田領になり、宇都宮は伊予への国替えを命じられ、激怒して城井谷に居座り続けた。更に国人衆を巻き込んで一揆を起こし反抗したが、安国寺恵瓊の執成しで城井谷安堵を条件に黒田家に帰順した。しかし秀吉はこれを許さず、肥後滞在中の官兵衛から中津城を預かっていた長政は、黒田が佐々成政と同じ運命を辿ることを危惧した。長政の呼び出しに応じて中津城に登城した際、彼の独断により一族共々斬殺された。
宇都宮朝房（うつのみや ともふさ）
演：橋本淳
鎮房の嫡男で鶴の兄。帰順後は黒田家によく仕えた。肥後一揆鎮圧にも従軍していたが、中津城での事件を知った官兵衛の苦渋の決断で殺された。
鶴（つる）
演：市川由衣
鎮房の娘。父の帰順後は人質として光の侍女となったが、長政によって座敷牢に幽閉される。秀吉は人質もすべて殺すよう命じていたが、光と女子衆全員で長政に抗議した結果、牢から解放され逃走した（史実では彼女も連座して磔にされた）。

### 大友家
大友宗麟（おおとも そうりん）
演：上條恒彦
九州豊後国の大名。島津軍に追い詰められ秀吉に助けを求めた。
大友吉統（おおとも よしむね）
（大友義統 → 大友吉統）
演：増田修一朗
宗麟の嫡男。前名義統（よしむね）。御家再興の条件で三成により黒田軍牽制のために送り込まれるが、石垣原の戦いで官兵衛に敗北し剃髪して投降。この時九郎右衛門に統幸を死なせたことを痛罵された。
吉弘統幸（よしひろ むねゆき）
演：的場浩司
大友家の旧臣で槍の名手。かつては黒田の食客で、九郎右衛門の下で1年を過ごしていた。
関ヶ原の戦いでは黒田軍に立ち向かう主を窘めるが聞き入れられなかった。石垣原の戦いで九郎右衛門に討ちとられる。
宗像鎮続（むなかた しげつぐ）
演：丹古母鬼馬二
大友家の旧臣。統幸とは逆に御家再興に意気旺盛な姿勢を見せる。

### その他の九州・四国の大名
長宗我部元親（ちょうそかべ もとちか）
演：ダイヤモンド勝田
四国土佐国の大名。秀吉軍に立ち向かうが敵わず投降する。
島津義久（しまづ よしひさ）
演：永澤俊矢
九州薩摩国の大名。
秀吉の惣無事令を無視し、大友宗麟と戦を起こしたことで豊臣軍の介入を招き、薩摩まで押し戻される。剃髪して秀吉に降伏し、官兵衛の進言を容れた秀吉から、薩摩と大隅を安堵される。
島津義弘（しまづ よしひろ）
演：笠原竜司
義久の弟。

### 小田原北条家
北条氏政（ほうじょう うじまさ）
演：伊吹吾郎
関東相模国の大名。
家康の忠告にも耳を貸さずに秀吉に対し強気の姿勢をとり、20万の大軍に本拠小田原城を包囲される。使者の官兵衛から城内の様子が筒抜けであることを知らされ、相模、伊豆の安堵を条件として開城するが、後に秀吉は宇都宮鎮房同様、前言を翻したため家名断絶と切腹を余儀なくされる。
北条氏直（ほうじょう うじなお）
演：羽田昌義
氏政の嫡男。
小田原開城の際、官兵衛に対し吾妻鏡を贈るが、これを聞いた秀吉は官兵衛への警戒心を露わにする。

### 朝廷
吉田兼和（よしだ かねかず）
演：堀内正美
公家。
明智光秀に対し、征夷大将軍、関白、太政大臣いずれの任官をも拒否する織田信長を懸念する朝廷の意向を伝える。信長の言う「新しき世」に対し朝廷の行く末に危機感を募らせ、光秀に接近していただけに、本能寺の変を聞いたときは思わず快哉の声をあげた。
近衛前久（このえ さきひさ）
演：河井克夫
公卿。
九条兼孝（くじょう かねたか）
演：米村亮太朗
関白。
正親町天皇（おおぎまちてんのう）
第106代天皇。
賊に奪われていた禁裏領を取り戻し朝廷に献上した明智光秀の功績を讃え、甲冑を下賜した。

### キリスト教関係者
ルイス・フロイス
演：オジエル・ノザキ
ポルトガル人キリスト教宣教師。
堺に逗留し、民家を南蛮寺に改修してキリスト教を布教していた。堺を訪れた官兵衛に目撃される。
オルガンチノ
演：ボブ・ワーリー
キリスト教宣教師。
織田信長に取り入って布教の許諾を得、また、珍品として地球儀を献上した。荒木村重が毛利に寝返ると、信長に自由な布教活動と引き換えに村重とともに寝返った高山右近の説得を依頼され、ロレンソとともに高槻城に赴き信長に信徒の命を盾に脅迫されていると語り、右近の説得に成功した。司祭として官兵衛に洗礼を授ける。
ロレンソ
演：秋間登
キリスト教修道士。
日本人の信徒。オルガンチノとともに高山右近の説得に赴く。その後もオルガンチノと同行して信長に謁見している。
弥助（やすけ）
演：ベルナール・アッカ
アフリカ出身の黒人奴隷。信長の目に留まり登用された。
コエリョ
演：リカルド・テイシェイラ
キリスト教宣教師。秀吉にイエズス会の軍船と領地を誇示した為警戒される。
ヴァリニャーノ
キリスト教宣教師。

### その他
千利休（せん の りきゅう）
（千宗易 → 千利休）
演：伊武雅刀
秀吉の茶頭。当初の名は宗易（そうえき）。
官兵衛を茶室に招待し、弟子とした村重を引き合わせる。激昂する官兵衛だったが、「貴方のためにもなる」と穏やかな口調で宥める。その後秀吉の側近となり重用される。
秀長の死後明への侵略の夢を膨らませる秀吉を宥めようと尽力するが三成の謀略により切腹を命じられその生涯を閉じた。その際自害を言い渡した三成に対して「豊臣のために天下があるのではなく天下のために豊臣がある」と説き、切腹当日も立ち会いの役人に茶を点てていた。
快川紹喜（かいせん じょうき）
演：山本學
甲斐国恵林寺住持。正親町天皇から国師の称号を賜った名僧。
織田軍の甲斐侵攻の際、織田家に敵対する六角氏の引渡し要求を「仏法の庇護下にある者」と拒否し、かつて教えを受けた明智光秀の説得も空しく、恵林寺とともに焼き亡ぼされる。この一件は光秀の心に暗い影を落とし、また、朝廷にも激震として伝わった。
今井宗久（いまい そうきゅう）
演：小西博之
和泉国堺の商人、会合衆。
堺の有力者でありながら、南蛮由来の品物や最先端の武具・鉄砲を扱う豪商。鉄砲を求める官兵衛らと面会する。織田家とも取引があり、その際に交渉役として訪れた木下藤吉郎を「面白い」と評した。信長が畿内を席巻するとそれに取り入り、畿内の治安維持を信長に願い出ている。
茂吉（もきち）
演：冷泉公裕
有岡城下の町人。
栗山善助ら官兵衛の家臣たちが有岡城下に潜伏した際、彼らと交流があった。商人に成りすましていた伊吹善右衛門に城内の噂などを話していた。
辰蔵（たつぞう）
演：須賀貴匡
長谷川宗仁の配下。密偵として官兵衛に本能寺の変を通報。
納屋小左衛門（なや こざえもん）
演：石井洋祐
大坂の商人。
山上宗二（やまのうえ そうじ）
演：佐々木洋介
茶人。利休の弟子。

## スタッフ
- 作：前川洋一
- 音楽：菅野祐悟
- テーマ音楽演奏：NHK交響楽団
- テーマ音楽指揮：広上淳一
- 演奏：ワルシャワ・フィルハーモニー管弦楽団
- 題字：祥洲
- タイトル映像：村松亮太郎 / 小林恵美 （演出家）
- 語り：藤村志保（第一回 - 第六回）/ 広瀬修子（第七回 - ）
- 副音声解説：宗方脩
- 時代考証：小和田哲男
- 風俗考証：二木謙一
- 建築考証：平井聖
- 衣裳考証：小泉清子
- 殺陣武術指導：林邦史朗
- 所作指導：西川箕乃助
- 馬術指導：田中光法
- 芸能指導：友吉鶴心
- 囲碁指導：鶴山淳志
- 土木指導：北垣聰一郎
- 兵法指導：小和田泰経
- 出産指導：三宅はつえ
- 茶道指導：小澤宗誠
- 裁縫指導：上野洋
- 双六指導：高橋浩徳
- 絵画指導：上野直美
- 將棋指導：堀口弘治
- 京ことば指導：井上裕季子
- ポルトガル語指導：上田あゆみ
- 朝鮮語指導：グミンジ
- 衣裳デザイン監修：黒澤和子
- キリスト教考証：川村信三
- 特殊メイク：江川悦子
- 脚本協力：穴吹一朗
- 撮影協力：兵庫県 / 大分県 / 福岡県 / 岩手県奥州市 / 岩手県遠野市 / 山梨県北杜市 / 長野県富士見町 / 長野県原村 / 兵庫県朝来市 / 兵庫県神河町 /兵庫県佐用町 / 兵庫県宍粟市 / 兵庫県姫路市 / 神奈川県三浦市 / 茨城県常総市 / 茨城県石岡市 / 茨城県坂東市 / 茨城県龍ケ崎市 / 茨城県つくば市 / 栃木県佐野市 / やまなしフィルムコミッション / 恵林寺 / 神戸市立博物館
- 資料提供：築地本願寺
- 制作統括：中村高志
- プロデューサー：勝田夏子
- 演出：田中健二 / 本木一博 / 大原拓 / 尾崎裕和 / 藤並英樹 / 鈴木航

### 官兵衛紀行
- 語り：武内陶子
- バイオリン：神尾真由子
- ピアノ：菅野祐悟
- 指揮：小泉和裕（第二十五回 - ）
- 演奏：篠崎正嗣ストリングス（第一回 - 第二十四回） / 九州交響楽団（第二十五回 - 最終回）

## 放送

### 通常放送時間
- NHK総合テレビジョン：日曜日20時 - 20時45分
- NHK BSプレミアム：日曜日18時 - 18時45分
- （再放送）NHK総合テレビジョン：土曜日 13時05分 - 13時50分

### 放送日程
- 初回は60分の、最終回は56分の、それぞれ拡大版
- 第6回の地上波放送は2014年東京都知事選挙の開票特別番組のため総合テレビの開始時刻が19:15に繰り上げられた。
- 最終回は当初は12月14日の予定であったが、同日投開票の第47回衆議院議員総選挙の開票特番を19:50から終日放送するため、1週間繰り下げて12月21日に放送した．平成に入って、最終回が延期されたのは初めてである[2]。
  - 通常、大規模な国政選挙・統一地方選挙が行われるときは、20時から開票特番が始まるため『NHKニュース7』（通常19:00-19:30）を短縮して大河ドラマを繰り上げるが、本作の最終回は56分拡大で作成されていたため19時台に『ニュース7』とともに収めることができなかったため、12月14日はBSプレミアムでの先行放送を含め放送を休止にし、21日に1週間順延することになったという[18][19][注 9]。
- 最終回の再放送は年末年始特集編成との兼ね合いで12月31日（水曜日）14:00 - 14:56に放送された。

| 放送回                                                                                                  | 放送日   | サブタイトル     | 演出     | 紀行                                                                     | 視聴率 |
| --- | -------- | ---------------- | -------- | ------------------------------------------------------------------------ | ------ |
| 第01回                                                                                                  | 01月05日 | 生き残りの掟     | 田中健二 | 広峯神社（兵庫県姫路市）                                                 | 18.9%  |
| 第02回                                                                                                  | 01月12日 | 忘れえぬ初恋     | 田中健二 | 御着城址（兵庫県姫路市）                                                 | 16.9%  |
| 第03回                                                                                                  | 01月19日 | 命の使い道       | 田中健二 | 妙國寺（大阪府堺市）                                                     | 18.0%  |
| 第04回                                                                                                  | 01月26日 | 新しき門出       | 本木一博 | 観音寺（兵庫県加古川市）                                                 | 16.5%  |
| 第05回                                                                                                  | 02月02日 | 死闘の果て       | 本木一博 | 龍野古城（兵庫県たつの市） 黒田官兵衛古戦場跡（兵庫県姫路市）            | 16.0%  |
| 第06回                                                                                                  | 02月09日 | 信長の賭け       | 田中健二 | 兵主神社（兵庫県西脇市）                                                 | 15.0%  |
| 第07回                                                                                                  | 02月16日 | 決断のとき       | 田中健二 | 郡山城（吉田郡山城）跡（広島県安芸高田市） 安国寺 不動院（広島県広島市） | 15.2%  |
| 第08回                                                                                                  | 02月23日 | 秀吉という男     | 田中健二 | 岐阜城（岐阜県岐阜市）                                                   | 16.1%  |
| 第09回                                                                                                  | 03月02日 | 官兵衛試される   | 本木一博 | 黒田家旧縁之地碑（滋賀県長浜市）                                         | 15.4%  |
| 第10回                                                                                                  | 03月09日 | 毛利襲来         | 本木一博 | 英賀城土塁跡（英賀神社）（兵庫県姫路市）                                 | 15.7%  |
| 第11回                                                                                                  | 03月16日 | 命がけの宴       | 大原拓   | 城跡公園（大阪府高槻市）                                                 | 15.8%  |
| 第12回                                                                                                  | 03月23日 | 人質松寿丸       | 大原拓   | 信貴山城跡（奈良県平群町） 松永久秀の墓（奈良県王寺町）                  | 15.8%  |
| 第13回                                                                                                  | 03月30日 | 小寺はまだか     | 田中健二 | 竹中氏陣屋跡（岐阜県垂井町）                                             | 12.9%  |
| 第14回                                                                                                  | 04月06日 | 引き裂かれる姉妹 | 本木一博 | 上月城跡（兵庫県佐用町）                                                 | 14.8%  |
| 第15回                                                                                                  | 04月13日 | 播磨分断         | 大原拓   | 称名寺（兵庫県加古川市）                                                 | 14.9%  |
| 第16回                                                                                                  | 04月20日 | 上月城の守り     | 田中健二 | 円教寺（兵庫県姫路市）                                                   | 16.2%  |
| 第17回                                                                                                  | 04月27日 | 見捨てられた城   | 本木一博 | 三木城跡（兵庫県三木市）                                                 | 15.6%  |
| 第18回                                                                                                  | 05月04日 | 裏切る理由       | 大原拓   | 有岡城跡（兵庫県伊丹市） 茨木城址（大阪府茨木市）                        | 12.3%  |
| 第19回                                                                                                  | 05月11日 | 非情の罠         | 田中健二 | 安土城跡（滋賀県近江八幡市）                                             | 13.7%  |
| 第20回                                                                                                  | 05月18日 | 囚われの軍師     | 本木一博 | 鞆城跡（広島県福山市）                                                   | 15.0%  |
| 第21回                                                                                                  | 05月25日 | 松寿丸の命       | 大原拓   | 五明稲荷神社（岐阜県垂井町） 岡山烽火場（岐阜県関ケ原町）                | 14.8%  |
| 第22回                                                                                                  | 06月01日 | 有岡、最後の日   | 田中健二 | 竹中半兵衛の墓（兵庫県三木市）                                           | 16.6%  |
| 第23回                                                                                                  | 06月08日 | 半兵衛の遺言     | 本木一博 | 有馬温泉（兵庫県神戸市）                                                 | 16.0%  |
| 第24回                                                                                                  | 06月15日 | 帰ってきた軍師   | 大原拓   | 播磨国総社 射楯兵主神社（兵庫県姫路市）                                  | 17.5%  |
| 第25回                                                                                                  | 06月22日 | 栄華の極み       | 田中健二 | 坂本城跡（滋賀県大津市）                                                 | 16.4%  |
| 第26回                                                                                                  | 06月29日 | 長政初陣         | 本木一博 | 妙興寺（岡山県瀬戸内市）                                                 | 14.9%  |
| 第27回                                                                                                  | 07月06日 | 高松城水攻め     | 大原拓   | 高松城跡（岡山県岡山市）                                                 | 16.7%  |
| 第28回                                                                                                  | 07月13日 | 本能寺の変       | 田中健二 | 本能寺（京都府京都市）                                                   | 17.5%  |
| 第29回                                                                                                  | 07月20日 | 天下の秘策       | 本木一博 | 清水宗治公自刃之阯（岡山県岡山市）                                       | 19.4%  |
| 第30回                                                                                                  | 07月27日 | 中国大返し       | 大原拓   | 山崎城跡（京都府大山崎町）                                               | 15.6%  |
| 第31回                                                                                                  | 08月03日 | 天下人への道     | 尾崎裕和 | 賤ヶ岳（滋賀県長浜市） 北の庄城趾公園（福井県福井市）                    | 18.2%  |
| 第32回                                                                                                  | 08月10日 | さらば、父よ！   | 本木一博 | 山崎城（兵庫県宍粟市） 黒田職隆廟（兵庫県姫路市）                        | 16.1%  |
| 第33回                                                                                                  | 08月17日 | 傷だらけの魂     | 大原拓   | 大坂城跡（大阪城公園）（大阪府大阪市）                                   | 16.7%  |
| 第34回                                                                                                  | 08月24日 | 九州出陣         | 尾崎裕和 | 小倉城（福岡県北九州市） 宇留津城（福岡県築上町）                        | 13.0%  |
| 第35回                                                                                                  | 08月31日 | 秀吉のたくらみ   | 田中健二 | 城井ノ上城跡（福岡県築上町）                                             | 14.5%  |
| 第36回                                                                                                  | 09月07日 | 試練の新天地     | 本木一博 | 馬ヶ岳城跡（福岡県行橋市） 法然寺（福岡県築上町）                        | 15.1%  |
| 第37回                                                                                                  | 09月14日 | 城井谷の悲劇     | 大原拓   | 中津城（大分県中津市）                                                   | 14.6%  |
| 第38回                                                                                                  | 09月21日 | 追い込まれる軍師 | 藤並英樹 | 天徳寺（福岡県築上町） 合元寺（大分県中津市）                            | 15.0%  |
| 第39回                                                                                                  | 09月28日 | 跡を継ぐ者       | 田中健二 | 聚楽第址（京都府京都市）                                                 | 14.6%  |
| 第40回                                                                                                  | 10月05日 | 小田原の落日     | 大原拓   | 小田原城址公園（神奈川県小田原市）                                       | 17.6%  |
| 第41回                                                                                                  | 10月12日 | 男たちの覚悟     | 藤並英樹 | 千利休屋敷跡（京都府大山崎町） 晴明神社（京都府京都市）                  | 14.1%  |
| 第42回                                                                                                  | 10月19日 | 太閤の野望       | 本木一博 | 名護屋城跡（佐賀県唐津市）                                               | 15.6%  |
| 第43回                                                                                                  | 10月26日 | 如水誕生         | 田中健二 | 八幡山城跡（滋賀県近江八幡市）                                           | 15.3%  |
| 第44回                                                                                                  | 11月02日 | 落ちゆく巨星     | 鈴木航   | 三原城跡（広島県三原市）                                                 | 15.0%  |
| 第45回                                                                                                  | 11月09日 | 秀吉の最期       | 大原拓   | 伏見城跡（伏見桃山陵）（京都府京都市）                                   | 16.8%  |
| 第46回                                                                                                  | 11月16日 | 家康動く         | 本木一博 | 筥崎宮（福岡県福岡市） 太宰府天満宮（福岡県太宰府市）                    | 16.4%  |
| 第47回                                                                                                  | 11月23日 | 如水謀る         | 田中健二 | 観音寺（滋賀県米原市） 佐和山城趾（滋賀県彦根市）                        | 15.4%  |
| 第48回                                                                                                  | 11月30日 | 天下動乱         | 大原拓   | 春日神社（福岡県北九州市）                                               | 16.6%  |
| 第49回                                                                                                  | 12月07日 | 如水最後の勝負   | 本木一博 | 石垣原古戦場趾碑（大分県別府市）                                         | 15.8%  |
| 最終回                                                                                                  | 12月21日 | 乱世ここに終わる | 田中健二 | 福岡県福岡市 京都府京都市                                                | 17.6%  |
| 視聴率は総合テレビでの放送分。加重平均視聴率：15.8%（ビデオリサーチ調べ、関東地区・世帯・リアルタイム） |          |                  |          |                                                                          |        |

### 総集編
下記はいずれも総合テレビでの放送日程。BSプレミアムでは2015年1月2日に前編、1月3日に後編を放送。
| 放送回 | 放送日時                     |
| ------ | ---------------------------- |
| 前編   | 2014年12月27日 13:05 - 14:58 |
| 後編   | 2014年12月27日 15:05 - 16:58 |

### 大河ドラマアンコール
- 2018年4月1日から、毎週日曜、午後0時00分～ 午後0時45分の日程で、NHK BSプレミアムで第1回から最終回まで全50回が、アンコール放送される[20]。

## 受賞
- 第83回ザテレビジョンドラマアカデミー賞 主演男優賞（岡田准一）[21]
- VFX-JAPANアワード 2015
  - テレビ番組部門最優秀賞[22][23]

## 関連商品

### ブルーレイ＆DVD
本編を収録したブルーレイ＆DVDポニーキャニオンより発売。ブルーレイ＆DVDともに収録内容は同一。
- 大河ドラマ 軍師官兵衛　完全版　第壱集（2014年8月29日発売／3枚組／第1回 - 第12回収録）
- 大河ドラマ 軍師官兵衛　完全版　第弐集（2014年11月28日発売／5枚組／第13回 - 第31回収録）
- 大河ドラマ 軍師官兵衛　完全版　第参集（2015年3月18日発売／5枚組／第32回 - 第50回収録）
- 大河ドラマ 軍師官兵衛　総集編（2015年6月10日発売／2枚組）

### 書籍
公式ガイドブック
- NHK大河ドラマ・ストーリー 軍師官兵衛 前編 ISBN 978-4149233659（2013年12月19日発売、NHK出版）
- NHK大河ドラマ・ストーリー 軍師官兵衛 後編 ISBN 978-4149233666（2014年5月29日発売、NHK出版）
- NHK大河ドラマ・ストーリー 軍師官兵衛 完結編 ISBN 978-4149233673（2014年9月27日発売、NHK出版）
- NHK大河ドラマ歴史ハンドブック 軍師官兵衛 ISBN 978-4149108681（2013年12月19日発売、NHK出版）

ノベライズ
青木邦子によるノベライズ。全4巻。いずれもNHK出版より刊行。
1. 軍師官兵衛 一 ISBN 978-4140056431（2013年11月30日発行）
2. 軍師官兵衛 二 ISBN 978-4140056448（2014年3月20日発行）
3. 軍師官兵衛 三 ISBN 978-4140056455（2014年7月9日発行）
4. 軍師官兵衛 四 ISBN 978-4140056462（2014年10月11日発行）

### CD
- 大河ドラマ 軍師官兵衛 オリジナル・サウンドトラック Vol.1（2014年1月29日発売、SMJ International）
- 大河ドラマ 軍師官兵衛 オリジナル・サウンドトラック Vol.2（2014年6月25日発売、SMJ International）
- 大河ドラマ 軍師官兵衛 オリジナル・サウンドトラック Vol.3（2014年10月22日発売、SMJ International）
- 大河ドラマ 軍師官兵衛 オリジナル・サウンドトラック 完全盤（2014年12月27日発売、SMJ International）

## ドラマ舞台地の誘致運動・反応

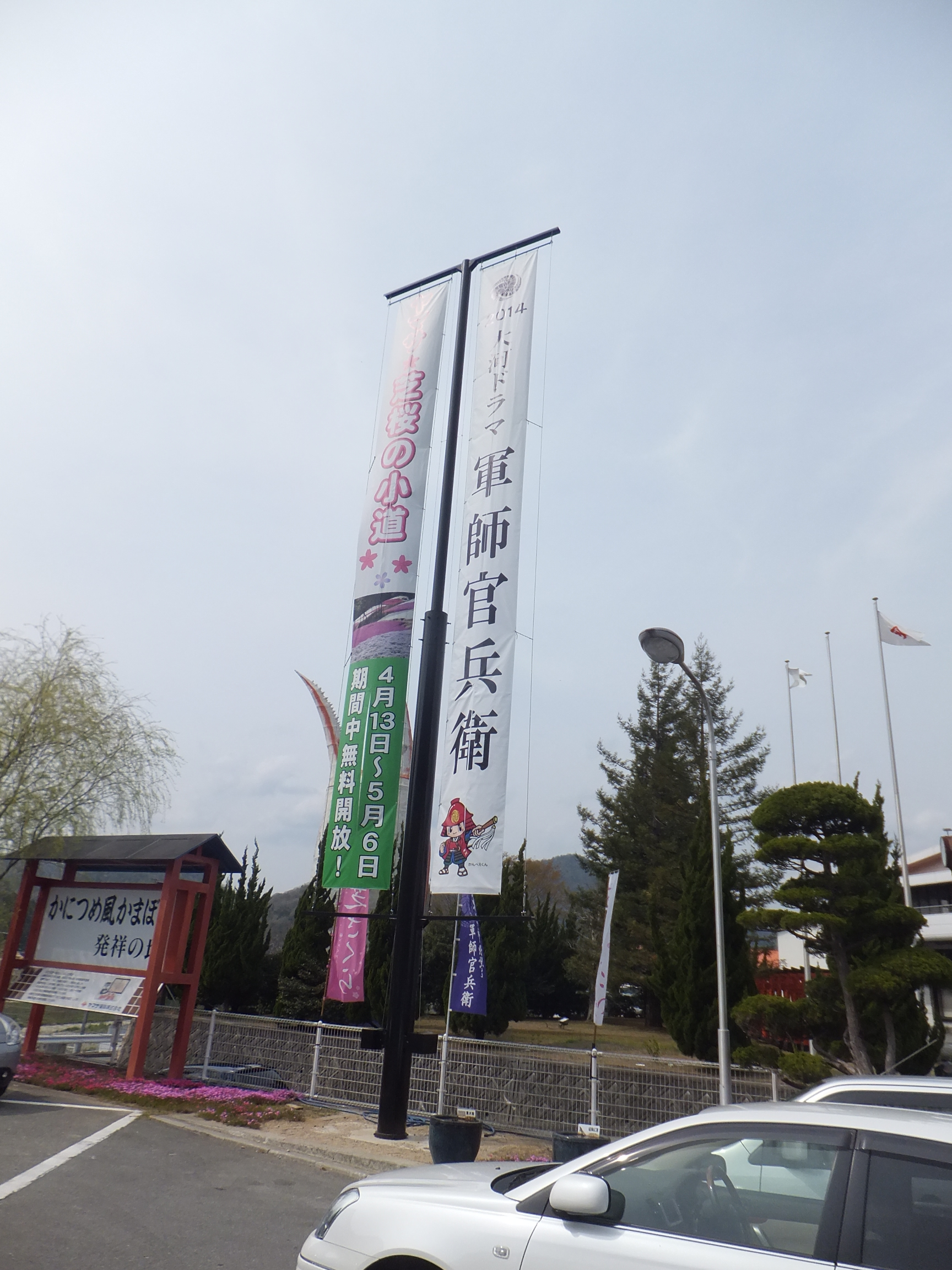
舞台地の一つである姫路市では幟が掲げられている

- ひめじの黒田官兵衛 大河ドラマ館：兵庫県姫路市。姫路城家老屋敷跡公園（2014年1月12日 - 2015年1月10日）。期間中、約61万人の入館者数を記録した[24]。
- ながはまの官兵衛 大河ドラマ館：滋賀県長浜市（2014年1月19日 - 12月28日）
- NHK大河ドラマ特別展 軍師官兵衛
  - 兵庫県立歴史博物館（2014年3月27日 - 5月6日）
  - 東京都江戸東京博物館（2014年5月27日 - 7月13日）
  - 福岡市博物館（2014年7月26日 - 9月21日）